# نمایشگاه بین‌المللی خودروی ژنو
نمایشگاه میان‌کشوری خودرو ژنو (فرانسوی: Salon International de l'Auto‎) یک نمایشگاه خودرو است که به ماه مارس هر سال در شهر ژنو کشور سوئیس برگزار می‌گردد. محل برگزاری آن یک مرکز همایش در نزدیکی فرودگاه بین‌المللی ژنو است که توسط سازمان بین‌المللی تولیدکنندگان وسایل نقلیه موتوری سازمان‌دهی می‌شود و یکی از بزرگ‌ترین نمایشگاه‌های خودرو در سطح دنیا به حساب می‌آید.
این نمایشگاه خودرو که نخستین بار در سال ۱۹۰۵ برگزار شد، میزبان به‌تقریب تمامی انواع خودروهای با موتور درون‌سوز در طول تاریخ خودرو بوده است؛ یعنی از زمانی که خودروهای با سوخت بنزین و ماشین‌های بخار ساخته شدند. به طول معمول ابرخودروها بیش‌ترین توجه را در این نمایشگاه به خود جلب می‌کنند. دایره فعالیت این نمایشگاه تنها به خودرو محدود نبوده و مسائل مرتبط با آن همچون خودروهای نمونه، تجهیزات تازه، پیشرفت‌های تکنیکی، قراردادهای میان‌کشوری و مسائل سیاسی و اجتماعی نیز در این نمایشگاه خودرو مطرح شده است. باید در نظر داشت با وجود آنکه کشور سوئیس هیچ صنعت خودروی بومی ندارد، اما این نمایشگاه محل بسیار خوبی برای رقابت خودروسازان به حساب می‌آید.

## بخش‌ها
بخش‌های گوناگون نمایشگاه خودرو ژنو از قرار زیر است:
1. خودروهای ۳ چرخ و بیش‌تر.
2. خودروهای برقی.
3. بدنه خودروهای موتوری، طراحی خودرو و مهندسی خودرو.
4. خودروهای تغییر سوخت داده‌شده.
5. لوازم جانبی و قطعات خودرو.
6. سازندگان اصلی قطعات خودرو.
7. کارگاههای آموزشی به جهت تعمیر و نگهداری خودروهای موتوری.
8. خدمات و محصولات گوناگون مرتبط با خودرو.
9. پویانمایی / تفریحی.

## همایشگاه میان‌کشوری حمل‌ونقل پیشرفته
همایشگاه میان‌کشوری حمل‌ونقل پیشرفته بخشی از نمایشگاه خودرو ژنو است که در آن در رابطه با خودروهای آینده سخن گفته می‌شود.

## دهه ۲۰۱۰

### ۲۰۱۹

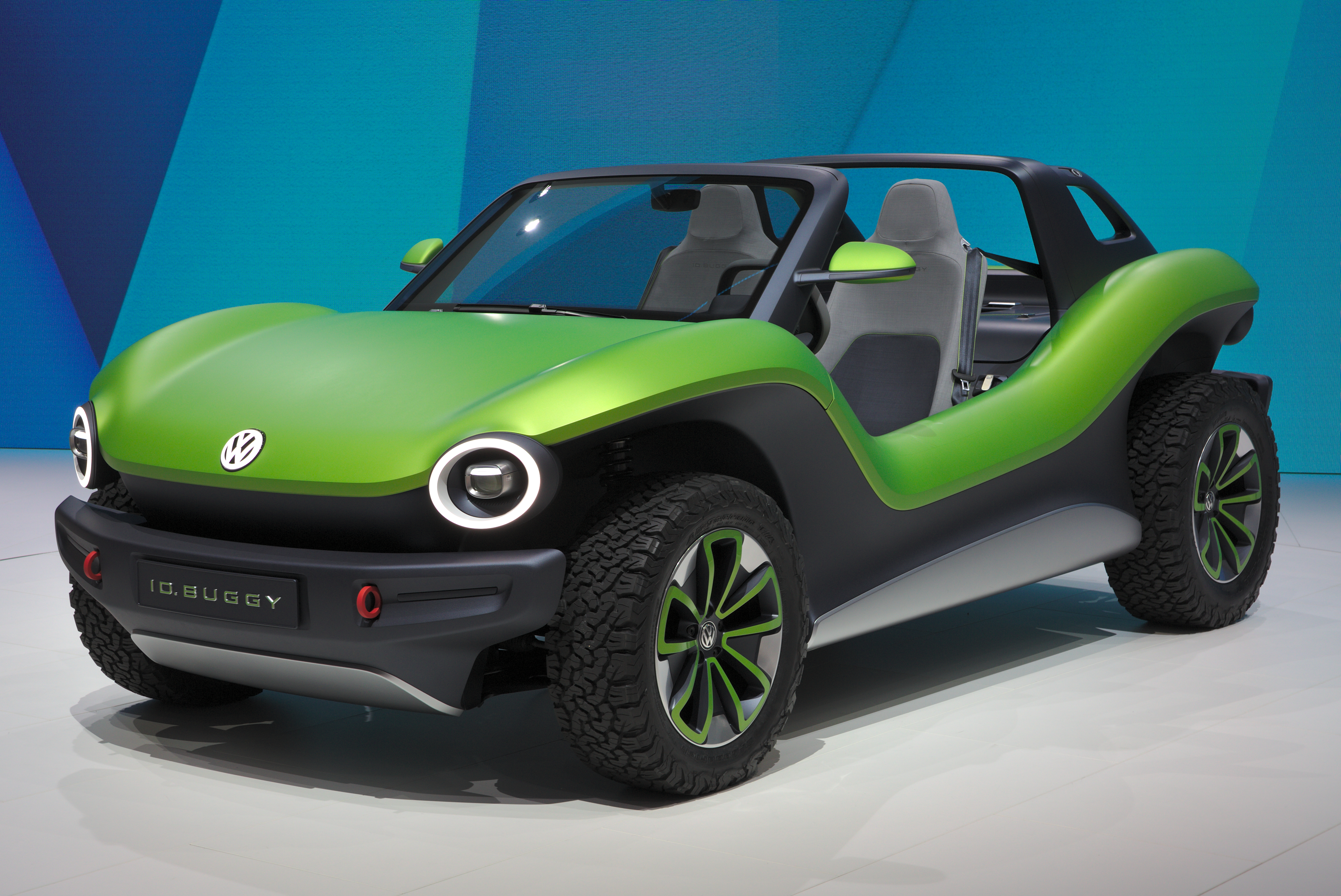
خودروی مفهومی آی‌دی باگی فولکس‌واگن که قدرت مورد نیازش را از موتور الکتریکی تأمین می‌کند.

هشتاد و نهمین نمایشگاه خودرو ژنو از ۷ تا ۱۷ مارس ۲۰۱۹ برگزار شد.

#### خودروهای تولید شده
- آبارت ۱۲۴ یادبود رالی
- آبارت ۵۹۵ اسیس
- آروس سنات[۵]
- آلپینا بی۴ اس بای-توربو نسخه ۹۹
- آلپینا بی۷ (تغییر چهره)
- آلفا رومئو استلویو تی‌آی

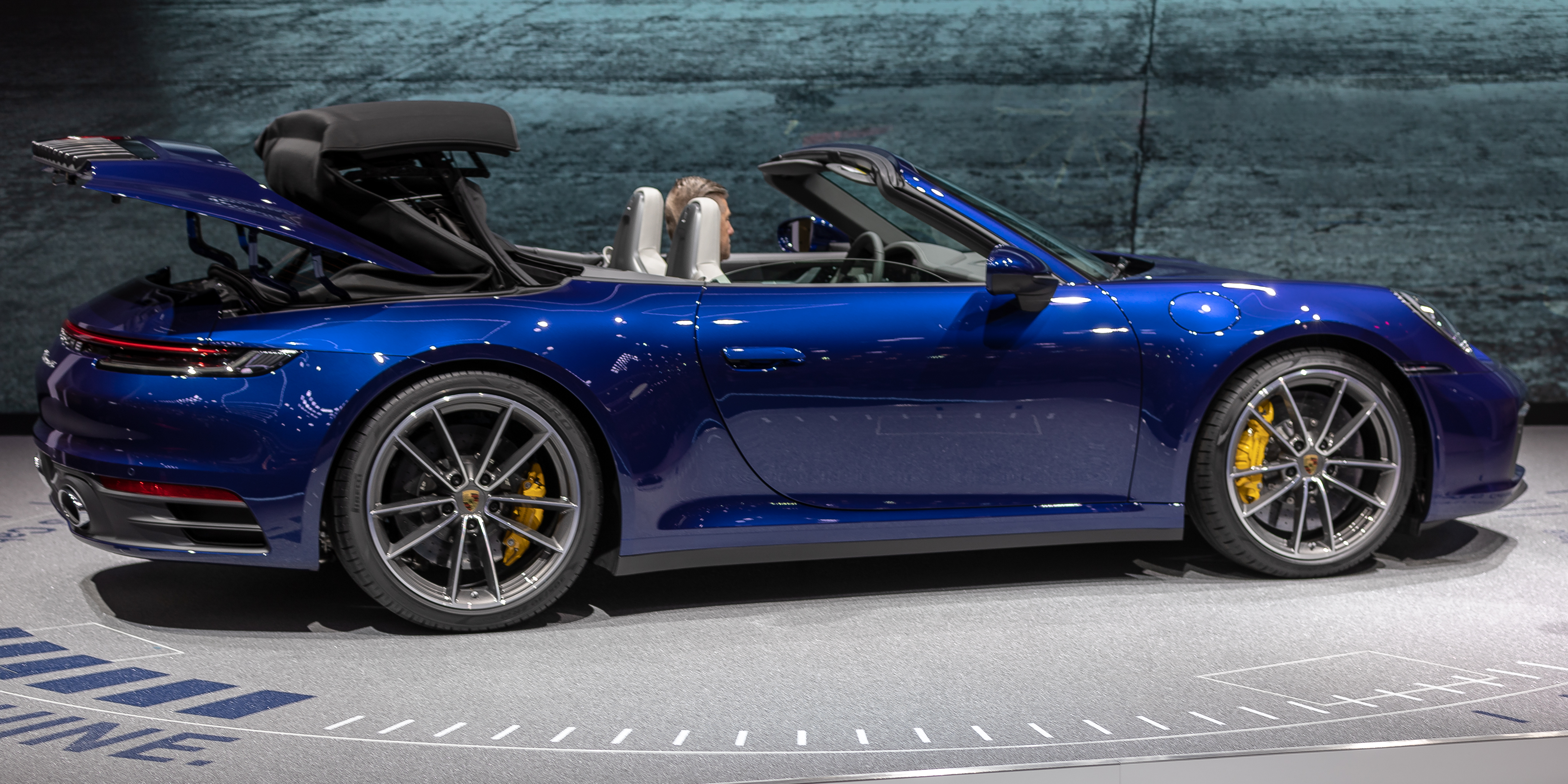
پورشه ۹۱۱ کررا ۴اس کابریو

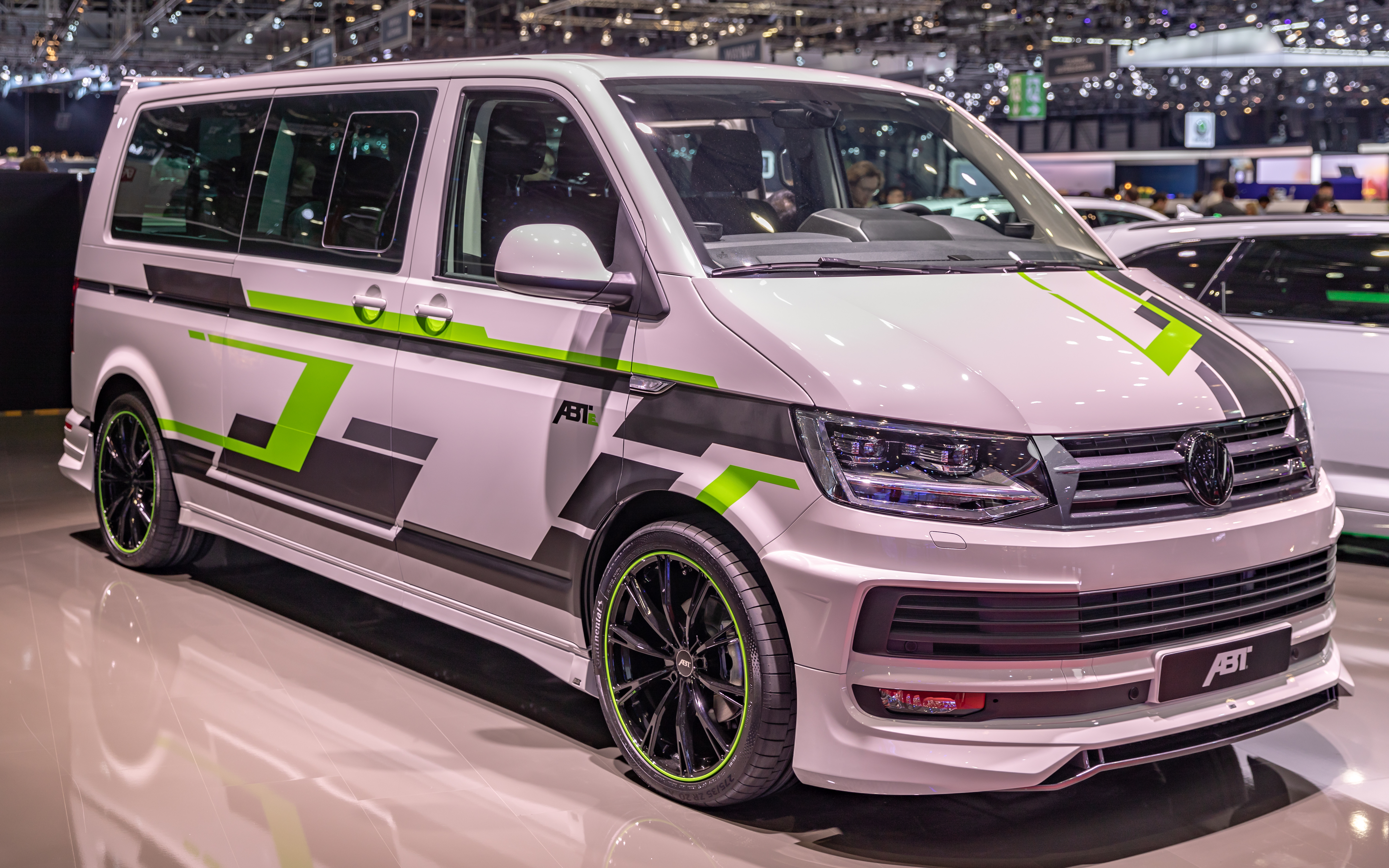
آب‌ت ئی-ترنسپورتر

- آلفا رومئو استلویو کوادروفوجلیو نسخه مسابقه‌ای
- آلفا رومئو جیولیا کوادروفوجلیو نسخه مسابقه‌ای
- آلفا رومئو جولیتا ولوچه
- آئودی آر۸ وی۱۰ دسنیوم
- آئودی اس‌کیو۵ تی‌دی‌آی
- آئودی ای۶ پی‌اچ‌ئی‌وی
- آئودی ای۷ اسپورت‌بک پی‌اچ‌ئی‌وی
- آئودی ای۸ پی‌اچ‌ئی‌وی
- آئودی کیو۵ پی‌اچ‌ئی‌وی
- استارتک استون مارتین ونتیج
- استارتک بنتلی کانتیننتال جی‌تی کوپه
- استون مارتین دی‌بی‌اس سوپرلگرا
- استون مارتین والکیری
- اشکودا اسکالا
- اشکودا قمیق[۶]
- آب‌ت اسپورتسلاین آراس۴+
- آب‌ت اسپورتسلاین آئودی ای۶ آوانت
- آب‌ت اسپورتسلاین آئودی کیو۸
- آب‌ت اسپورتسلاین فولکس‌واگن ئی-ترنسپورتر
- ب‌ام‌و ۳۳۰ئی سدان
- ب‌ام‌و ۷۴۵ئی، ۷۴۵ال‌ئی و ۷۴۵ال‌ئی ایکس‌درایو[۷]
- ب‌ام‌و ام۲ کامپتیشن
- ب‌ام‌و ام۵ کامپتیشن
- ب‌ام‌و ایکس۳ ایکس‌درایو۳۰ئی
- ب‌ام‌و ایکس۵ ایکس‌درایو۴۵ئی
- ب‌ام‌و ایکس۷ (رونمایی در اروپا)
- ب‌ام‌و سری ۷ (تغییر چهره)
- ب‌ام‌و سری ۸ کروکی (رونمایی در اروپا)
- ب‌ام‌و ام۸۵۰آی ایکس‌درایو کوپه نسخهٔ نایت اسکای
- براباس ۸۰۰ وایدستار بر پایه مرسدس-آام‌گ جی۶۳
- براباس ۸۵۰ ۶٫۰ بای-توربو ۴²×۴ نسخه نهایی "۱ از ۵"
- براباس ۹۰۰ بر پایه مرسدس-مایباخ اس۶۵۰
- براباس آلتیمیت ئی نسخه شدو
- برابهام بی‌تی۶۲
- بنتلی بنتایگا اسپید[۸]
- بنتلی کانتیننتال جی‌تی کروکی (رونمایی در اروپا)
- بنتلی کانتیننتال جی‌تی نسخه شماره ۹ محصول مولینر[۹]
- بنتلی مولسان نسخه دبلیو. او. محصول مولینر
- بوگاتی دیوو
- بوگاتی شیرون اسپورت "۱۱۰ انس بوگاتی"
- بوگاتی لا وویچه نوآر[۱۰]
- پاگانی زوندا سی۱۲ ۰۰۱
- پژو ۲۰۸ و ئی۲۰۸[۱۱]
- پورشه ۷۱۸ باکستر تی
- پورشه ۷۱۸ کایمن تی
- پورشه ۹۱۱ جی‌تی۲ آراس کلاب اسپورت (رونمایی در اروپا)
- پورشه پانامرا جی‌تی‌اس
- پورشه کررا اس/۴اس کابریولت (۹۹۲)[۱۲]
- پورشه ماکان اس
- پوریتالیا برلینتا هایبرید
- پولستار ۲[۱۳]
- پینینفارینا باتیستا[۱۴]
- تاتا آلتروز/آلتروز ئی‌وی
- تاتا بازارد اسپورت
- تسلا مدل اس شوتینگ‌بریک محصول رمتزکار
- تک‌آرت جی‌تی‌استریت آراس[۱۵]
- تویوتا آیگو ایکس-کایت
- تویوتا جی‌آر سوپرا (رونمایی در اروپا)
- تویوتا کورولا جی‌آر اسپورت
- جیپ چروکی اس/تریل‌هاوک
- جیپ رنگلر روبیکان ۱۹۴۱ (رونمایی در اروپا)
- جیپ رنگید اس/موپار
- جیپ رنگید پی‌اچ‌ئی‌وی
- جیپ کامپس اس/نایت ایگل
- جیپ کامپس پی‌اچ‌ئی‌وی
- خانواده فیات ۵۰۰ال نسخه‌های صد و بیستمین سالگرد
- رنو آلاسکان نسخهٔ آیس
- رنو توئینگو (تغییر چهره)
- رنو کلیو
- روف سی‌تی‌آر یلوبرد، نسخهٔ یادبود
- رولز-رویس ریس بلک بج «آبی گالیلئو»
- رولز-رویس فانتوم ترنکوئیلیتی[۱۶]
- رولز-رویس کالینان
- زنوو زنوو تی‌اس‌آر-اس با رنگ آبی «گروتا آزورا»[۱۷]
- سانگ‌یانگ کوراندو[۱۸]
- سوبارو ایکس‌وی ئی-باکسر
- سوبارو فورستر ئی-باکسر
- فراری اف۸ تریبوتو[۱۹]
- فورناساری ۳۱۱ جی‌تی «جی‌جی»
- فولکس‌واگن پاسات (تغییر چهره)
- فولکس‌واگن پاسات واریانت آر-لاین ادیشن
- فولکس‌واگن توارگ وی۸ تی‌دی‌آی
- فولکس‌واگن تی-کراس
- فولکس‌واگن گلف جی‌تی‌آی تی‌سی‌آر
- فولکس‌واگن مولتی‌ون ۶٫۱
- فیات پاندا ویند
- فیات تیپو اسپورت ۵-در
- کاروزریا تورینگ سوپرلگرا شیادیپرشیا کابریولت
- کوپرا آتکا اسپشیال ادیشن
- کوئنیگزگ جسکو[۲۰]
- کوئنیگزگ رگرا کی‌ان‌سی
- کیا ئی-سول
- گینه‌تا آکولا[۲۱]
- لامبورگینی اوراکان اوو و اوو اسپایدر[۲۲]
- لامبورگینی اونتادور اس‌وی‌جی رودستر[۲۳]
- لکسوس آرسی اف ترک ادیشن (رونمایی در اروپا)
- مازراتی لوانته نسخهٔ تروفیو لانچ
- مازراتی لوانته وان-آو-وان
- مانیفاتورا اتومبیلی تورینو استراتوس رالی جدید
- مرسدس-آام‌گ اس۶۵ نسخهٔ نهایی
- مرسدس-آام‌گ جی‌ال‌ئی۵۳ ۴ماتیک+
- مرسدس-آام‌گ جی‌تی آر رودستر
- مرسدس-بنز اس‌ال ۵۰۰ نسخهٔ گرند
- مرسدس-بنز اس‌ال‌سی ۳۰۰ نسخهٔ نهایی
- مرسدس-بنز کلاس-جی‌ال‌سی (تغییر جهره)
- مرسدس-بنز کلاس-جی‌ال‌ئی (رونمایی در اروپا)
- مرسدس-بنز کلاس-سی‌ال‌ای
- مرسدس-بنز کلاس-وی (تغییر چهره)
- مزدا ۳ (رونمایی در اروپا)
- مزدا ام‌ایکس-۵ نسخهٔ سی‌امین سالگرد (رونمایی در اروپا)
- مزدا سی‌ایکس-۳۰[۲۴]
- مک لارن ۶۰۰ال‌تی اسپایدر محصول ام‌اس‌او
- مک‌لارن ۷۲۰اس اسپایدر محصول ام‌اس‌او
- مک‌لارن ۷۲۰اس جی‌تی۳
- مک‌لارن اسپیدتیل[۲۵]
- منصوری بوگاتی شیرون سنچریا
- منصوری رولز-رویس کالینان «بیلیونر»
- منصوری لامبورگینی اوروس وناتوس
- منصوری لامبورگینی اونتادور کربنادو اوو رودستر
- منصوری مرسدس-آام‌گ اس۶۳ نسخهٔ اپرتوس
- منصوری مرسدس-آام‌گ جی۶۳ استار تروپر اثر فیلیپ پلاین
- مورگان پلاس ۴ ۱۱۰ وورکس ادیشن
- مورگان پلاس سیکس[۲۶]
- مول کوستروزیونه آرتیژیاناله آلفا رومئو ۴سی
- میتسوبیشی آر۲۰۰ (تغییر چهره)
- میتسوبیشی ای‌اس‌ایکس (تغییر چهره)
- نیسان جی‌تی‌آر۵۰ محصول ایتال‌دیزاین

#### خودروهای مفهومی

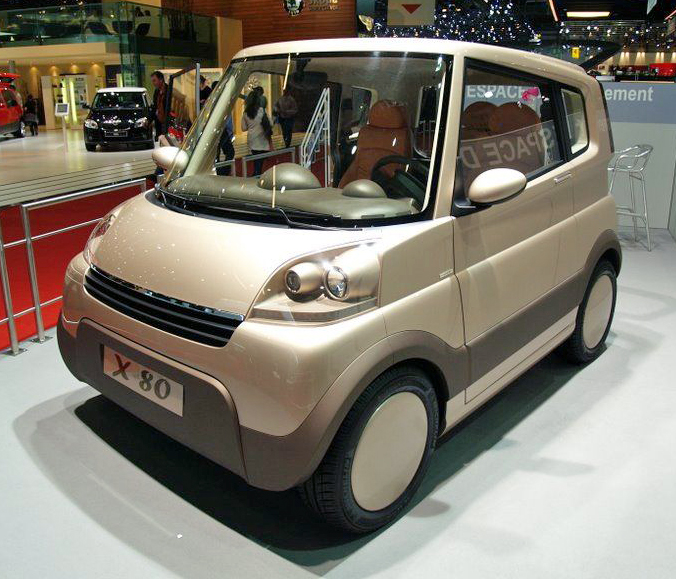
خودرو Espace X80

- آلفا رومئو توناله کانسپت[۲۷]
- آئودی کیو۴ ئی-ترون[۲۸]
- آئودی ئی-ترون اسپورت‌بک
- آئودی ئی-ترون جی‌تی (رونمایی در اروپا)
- استون مارتین ای‌ام-آربی ۰۰۳[۲۹]
- استون مارتین ونکویش ویژن کانسپت[۳۰]
- استون مارتین لاگوندا آل-ترین[۳۱]
- اسمارت فوریز +[۳۲]
- اشکودا ویژن آی‌وی[۳۳]
- انگلر اف. اف سوپرکواد وی۱۰
- ایتال‌دیزاین داوینچی[۳۴]
- ایدون گرین زانتوری[۳۵]
- بایک آرک‌فاکس-جی‌تی
- بایک آرک‌فاکس ئی‌سی‌اف
- پال-وی لیبرتی نسخهٔ پایونیر
- پژو ۵۰۸ اسپورت انجینیرد[۳۶]
- پژو ئی‌لجند
- پیک مارک زیرو
- تاتا اچ۲ایکس
- تویوتا جی‌آر سوپرا جی‌تی۴[۳۷]
- رنو ایزی-آلتیمو
- رینسپید ماکرو اسنپ
- جوجارو کانگارو
- فیات سنتوونتی ئی‌وی[۳۸]
- سوبارو ویزیو آدرنالین[۳۹]
- سیات ال-بورن[۴۰]
- سیات مینیمو
- سیتروئن آمی وان الکتریک[۴۱]
- سیتروئن اسپیس تورر «سیتروئنیست»
- فولکس‌واگن آی.دی. باگی[۴۲]
- فولکس‌واگن تی-راک آر[۴۳]
- کوپرا فورمنتور[۴۴]
- کیا ایمجین محصول کیا ئی‌وی[۴۵]
- گامپرت ناتالی
- لکسوس ال‌سی کانورتیبل (رونمایی در اروپا)[۴۶]
- مرسدس-بنز ئی‌کیو سیلور ارو ۰۱ خودروی مسابقه‌ای فرمولا ئی
- مرسدس-بنز ئی‌کیووی
- مول کوستروزیونه آرتیژیاناله الماس
- میتسوبیشی انگلبرگ تورر[۴۷]
- نیسان آی‌ام‌کیو[۴۸]
- نیسان لیف نیسمو آرسی (رونمایی در اروپا)

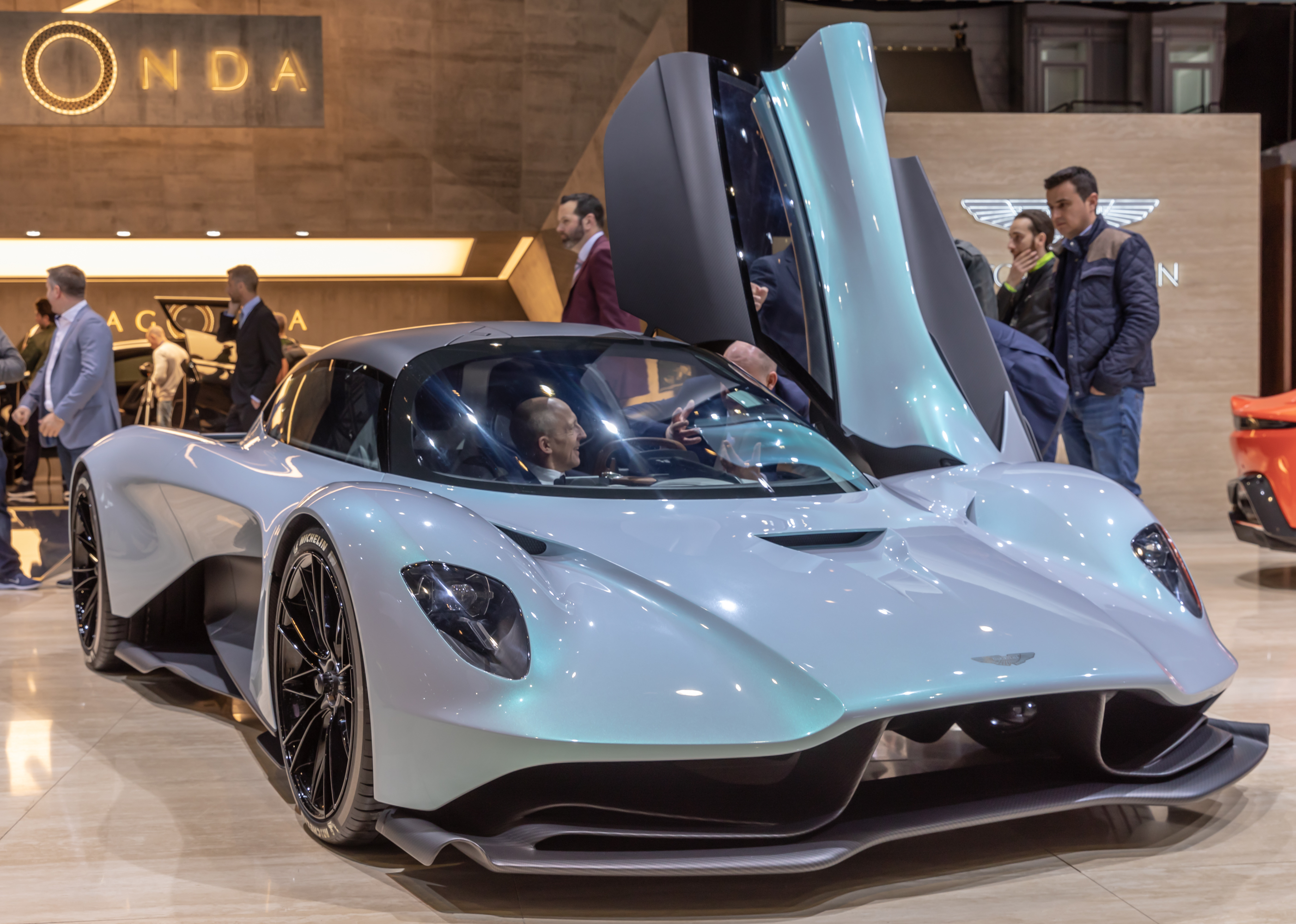
استون مارتین ای‌ام-آربی ۰۰۳

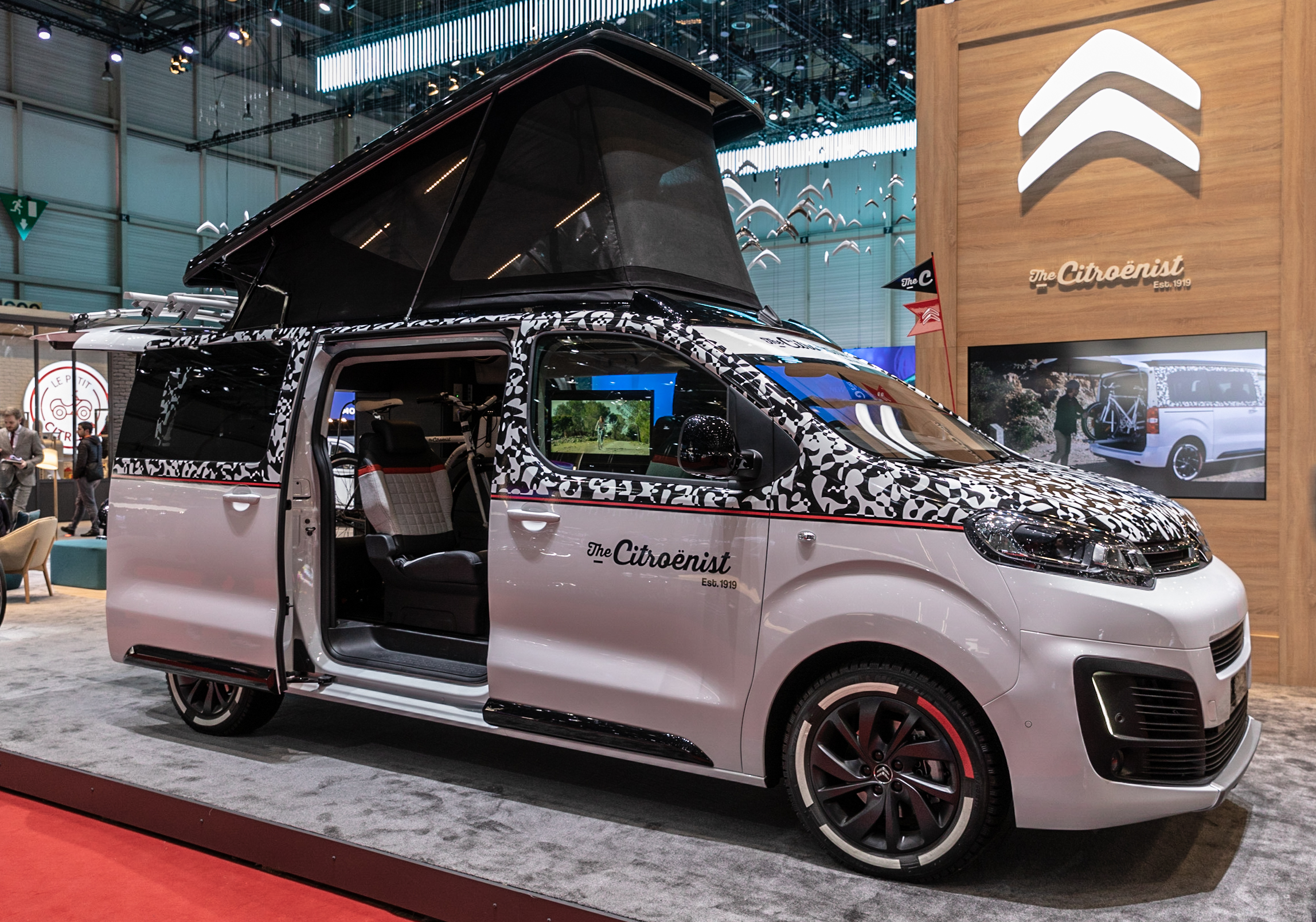
خودروی مفهومی سیتروئنیست

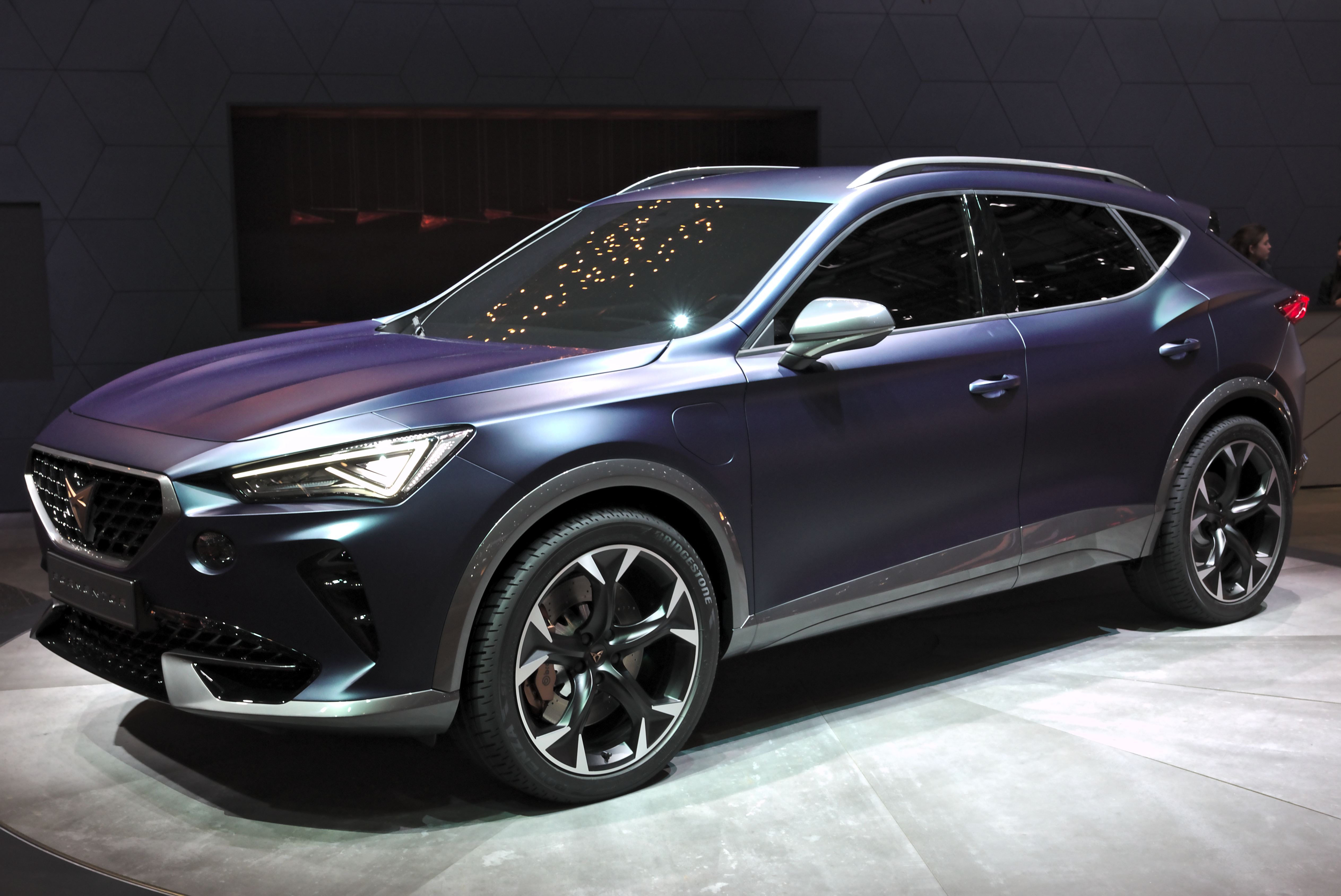
کوپرا فورمنتور

- وین‌فست لوکس وی۸ لیمیتد ادیشن
- هوندا آی‌ئی‌دی تومو ئی‌وی
- هوندا ئی پروتوتایپ[۴۹]
- هیسپاتو سوزا کارمن ئی‌وی
- ئی‌گو لایف کانسپت اسپورت

### ۲۰۱۸
هشتاد و هشتمین نمایشگاه خودرو ژنو از ۸ تا ۱۸ مارس ۲۰۱۸ برگزار شد.

#### خودروهای تولید شده
- آبارت ۱۲۴ جی‌تی[۵۱]
- آبارت ۶۹۵ ریواله[۵۱]
- آردن ای‌جی۲۳ (بر پایهٔ جگوار نوع اف اس‌وی‌آر کوپه)[۵۲]
- آردن رنجروور ای‌آر۲۰[۵۲]
- آلپاین ای۱۱۰ پیور اند لجند[۵۳]
- آلپینا ایکس‌دی۳[۵۴]
- آلپینا ایکس‌دی۴[۵۴]
- آلفا رومئو ۴سی کامپتیزیون کوپه و ایتالیا اسپایدر[۵۵]
- آلفا رومئو استلویو کوادروفوجلیو نسخهٔ نوربرگ‌رینگ[۵۵]
- آلفا رومئو جیولیا کوادروفوجلیو نسخهٔ نوربرگ‌رینگ[۵۵]
- آلفا رومئو جیولیا ولوچه تی‌آی[۵۵]
- آیکونیک مدل هفت (رونمایی در اروپا)[۵۶]
- آئودی ای۶[۵۷]
- آئودی ای۷ اسپورت‌بک (رونمایی در اروپا)[۵۸]
- استون مارتین دی‌بی۱۱ وولانته (رونمایی در اروپا)[۵۹]
- استون مارتین وی۸ ونتیج[۶۰]
- استون مارتین ریسینگ وی۸ ونتیج جی‌تی‌ئی[۶۰]
- اشکودا اکتاویا آراس چلنج پلاس[۶۱]
- اشکودا فابیا (تغییر چهره)[۶۱]
- اشکودا کودیاک لورین اند کلمنت[۶۱]
- ای‌بی‌تی اسپورتسلاین آراس۴-آر آوانت[۶۲]
- ای‌بی‌تی اسپورتسلاین آراس۵-آر[۶۳]
- ایتال‌دیزاین زیرواونو دوئرتا[۶۴]
- ب‌ام‌و آی۸ رودستر (رونمایی در اروپا)[۶۵]
- ب‌ام‌و ام۲ نسخهٔ بلک شدو[۶۵]
- ب‌ام‌و ام۳ سی‌اس (رونمایی در اروپا)[۶۵]
- ب‌ام‌و ایکس۲ (رونمایی در اروپا)[۶۵]
- ب‌ام‌و ایکس۴[۶۵]
- ب‌ام‌و سری ۲ اکتیو تورر و گرن تورر (رونمایی در اروپا)[۶۵]
- براباس ۸۰۰ بر پایهٔ مرسدس-بنز ئی۶۳اس و اس۶۳ کوپه[۶۶]
- بنتلی بنتایگا وی۸[۶۷]
- بنتلی بنتایگا هایبرید[۶۸]
- بوگاتی شیرون اسپورت[۶۹]
- پاگانی زوندا اچ‌پی بارچتا (رونمایی در اروپا)[۷۰]
- پال-وی خودروی پرندهٔ لیبرتی[۷۱]
- پژو ۵۰۸ ام‌کا۲[۷۲]
- پورشه ۹۱۱ جی‌تی۳ آراس (تغییر چهره)[۷۳]
- پورشه ۹۱۱ کررا تی (رونمایی در اروپا)
- پولستار ۱ (رونمایی در اروپا)[۷۴]
- پینینفارینا اچ۲ اسپید
- پژو ریفتر[۷۲]
- تک‌آرت گرندجی‌تی ساپریم اسپورت توریزمو[۷۵]
- تورینگ سوپرلگرا شیادیپرشیا[۷۶]
- تویوتا آریس[۷۷]
- تویوتا آیگو (تغییر چهره)[۷۷]
- جگوار آی-پیس[۷۸]
- جیپ چروکی (رونمایی در اروپا)[۷۹]
- جیپ رانگلر#جی‌ال (رونمایی در اروپا)[۷۹]
- جیپ گرند چروکی ترک‌هاوک (رونمایی در اروپا)[۷۹]
- دابلیو موتورز فنیر سوپراسپورت (رونمایی در اروپا)[۸۰]
- دیوید براون اتومتیو اسپیدبک جی‌تی نسخهٔ سیلورستون[۸۱]
- دیوید براون اتومتیو مینی ریمسترد[۸۱]
- رنو زوئی آر۱۱۰[۵۳]
- روف اس‌سی‌آر ۲۰۱۸
- رولز-رویس داون آئرو کولینگ
- ریمک سی دو[۸۲]
- زنوو تی‌اس‌آر-اس[۸۳]
- سانگ‌یانگ موسو[۸۴]
- سیات لئون کوپرا آر اس‌تی[۸۵]
- سیتروئن برلینگو[۸۶]
- سیتروئن سی۴ کاکتوس[۸۷]
- سین کارز آر۱ ۵۵۰ پلاگ-این هایبرید[۸۸]
- فراری ۴۸۸ پیستا[۸۹]
- فراری پورتوفینو[۹۰]
- فورد اج (تغییر چهره) (رونمایی در اروپا)[۹۱]
- فورد کا+[۹۱]
- فورد موستانگ بولیت (رونمایی در اروپا)[۹۱]
- فیات ۱۲۴ اسپایدر اس-دیزاین[۹۲]
- فیات ۵۰۰ایکس اس-دیزاین[۹۲]
- فیات تیپو اس-دیزاین[۹۲]
- کوپرا آتکا[۸۵]
- کوئنیگزگ رگرا گوست پکیج[۹۳]
- کیا اپتیما ئی‌یو-اسپک (تغییر چهره)[۹۴]
- کیا ریو جی‌تی-لاین[۹۵]
- کیا سید هاچ‌بک و اسپورتس‌واگن[۹۶]
- لامبورگینی اوراکان پرفورمانته اسپایدر[۹۷]
- هنسی ونوم اف۵ (رونمایی در اروپا)[۹۸]
- لامبورگینی اوروس[۹۹]
- مازراتی گیبلی، کواتروپورو و لوانته نسخهٔ نریسیمو (رونمایی در اروپا)[۱۰۰]
- مانیفاتورا اتومبیلی تورینو استراتوس
- مرسدس-آام‌گ جی۶۳[۱۰۱]
- مرسدس-ای‌ام‌جی جی‌تی چهار-در کوپه[۱۰۲]
- مرسدس-آام‌گ سی۴۳ سدان (تغییر چهره)[۱۰۳]
- مرسدس-بنز کلاس-ای (دبلیو۱۷۷)[۱۰۲]
- مرسدس-بنز کلاس-ایکس وی۶ ۴ماتیک[۱۰۴]
- مرسدس-بنز کلاس-جی (رونمایی در اروپا)[۱۰۲]
- مرسدس-بنز کلاس-سی (تغییر جهره)[۱۰۲]
- مرسدس-بنز سی‌ال‌ای شوتینگ بریک نسخهٔ نایت[۱۰۵]
- مرسدس-می‌باخ کلاس-اس (تغییر چهره)[۱۰۲]
- مزدا۶ تورر[۱۰۶]
- مزدا۶ سدان (تغییر چهره) (رونمایی در اروپا)[۱۰۶]
- مک‌لارن سنا[۱۰۷]
- مک‌لارن سنا کربن تم محصول ام‌اس‌او[۱۰۸]
- منصوری استون مارتین دی‌بی۱۱ سیروس
- منصوری بنتلی بنتایگا نسخهٔ بلوریون
- منصوری فراری ۸۱۲ سوپرفست استالونه
- منصوری مک‌لارن ۷۲۰اس
- منصوری رولز-رویس فانتوم نسخهٔ بوشوکان
- مورگان پلاس ۸ نسخه ویژهٔ پنجاهمین سالگرد[۱۰۹]
- مورگان آئرو جی‌تی[۱۱۰]
- میتسوبیشی آوت‌لندر پی‌اچ‌ئی‌وی (تغییر چهره)[۱۱۱]
- مینی کوپر سقف فلزی و کابریو (تغییر چهره) (رونمایی در اروپا)
- لکسوس یوایکس[۱۱۲]
- ولوو وی۶۰[۱۱۳]
- هوندا سیویک تیپ آر تی‌سی‌آر[۱۱۴]
- هیوندای سانتافه[۱۱۵]
- هیوندای کونا الکتریک[۱۱۵]
- هیوندای نکسو اف‌سی‌وی (رونمایی در اروپا)[۱۱۵]

#### خودروهای مفهومی
- آیکونا نوکلیوس[۱۱۶]
- آی‌ئی‌دی هیوندای کایت
- آئودی ئی-ترون شاسی‌بلند[۵۷]
- اسبارو ۲+۴×۴
- اسبارو جی‌تی‌سی
- استون مارتین والکیری ای‌ام‌آر پرو[۱۱۷]
- استون مارتین ویژن کانسپت[۱۱۸]
- اشکودا ویژن ایکس[۶۱]
- ایدون گرین زکلات[۱۱۹]
- ب‌ام‌و ام۸ گرن کوپه
- پژو ریفتر ۴×۴[۷۲]
- پورشه میشن ئی کراس توریزمو[۱۲۰]
- پینینفارینا اچ‌کی جی‌تی[۱۲۱]
- تاتا اچ۵ایکس (رونمایی در اروپا)
- تاتا ئی‌ویژن[۱۲۲]
- تکرولز رن آراس[۱۲۳]
- تویوتا جی‌آر سوپرا ریسینگ کانسپت[۷۷]
- تویوتا فاین-کامفورت راید (رونمایی در اروپا)[۷۷]
- جوجارو سیبیلا[۱۲۴]
- رنج‌روور اس‌وی کوپه[۱۲۵]
- رنو ایزی-گو[۵۳]
- رینسپید اسنپ[۱۲۶]
- زاگاتو ایزوریوولتا ویژن گرن توریزمو
- سانگ‌یانگ ئی-سیو[۸۴]
- سوبارو ویزیو تورر[۱۲۷]
- کوپرا ئی-ریسر[۸۵]
- فرمولا-ئی جن۲[۱۲۸]
- فولکس‌واگن آی.دی. ویزیون[۱۲۹]
- کوربالاتی میسل[۱۳۰]
- لامبورگینی ترزو میلنیو[۱۳۱]
- لکسوس ال‌اف-۱ لیمیتلس (رونمایی در اروپا)[۱۱۲]
- لوچی ونره
- مزدا کای (رونمایی در اروپا)[۱۰۶]
- مزدا ویژن کوپه (رونمایی در اروپا)[۱۰۶]
- مک‌لارن سنا جی‌تی‌آر[۱۳۲]
- میتسوبیشی ئی-اوولوشن (رونمایی در اروپا)[۱۱۱]
- نیسان آی‌ام‌ایکس کورو (رونمایی در اروپا)[۱۳۳]
- نیسان طرح مفهومی برای پوشش خودروی فرمولا-ئی[۱۳۴]
- هوندا اسپورتس ئی‌وی (رونمایی در اروپا)[۱۱۴]
- هیوندای موتور له فیل روگ[۱۱۵]
- ئی'موبیل اتونوم کب ناویا
- ئی'موبیل میکرولینو[۱۳۵]
- ئی'موبیل ئی‌راد آفرود کیبروز

### ۲۰۱۷
هشتاد و هفتمین نمایشگاه خودرو ژنو از ۹ تا ۱۹ مارس ۲۰۱۷ برگزار شد.

#### خودروهای تولید شده
- آبارت ۵۹۵ پیستا
- آلپاین ای۱۱۰
- آلپینا بی۳ اس بای-توربو[۱۳۷]
- آلپینا بی۴ اس بای-توربو
- آلپینا بی۵ اس بای-توربو (جی۳۰/جی۳۱)
- آلفا رومئو استلویو (رونمایی در اروپا)
- آئودی آراس۳ اسپورت‌بک (تغییر چهره)
- آئودی آراس۵ کوپه
- آئودی ای۵ اسپورت‌بک جی-ترون
- آئودی اس‌کیو۵ (رونمایی در اروپا)
- اسپایکر سی۸ پرالیتور اسپایدر
- استون مارتین دی‌بی۱۱ کیو
- استون مارتین والکیری[۱۳۸]
- استون مارتین ونکویش اس وولانته
- اسکودریا کامرون گلیکنهاس اس‌سی‌جی ۰۰۳
- اسمارت فورتو کابریو براباس نسخه ۲
- اسمارت فورفور کراس‌تاون ادیشن
- اشکودا اکتاویا آراس ۲۴۵
- اشکودا راپید (تغییر چهره)
- اشکودا سیتیهگو (تغییر چهره)
- اشکودا کودیاک اسکات و اسپورت‌لاین
- اوپل اینسیگنیا گرند اسپورت
- اوپل کراسلند ایکس
- ایتال‌دیزاین زیرواونو
- اینفینیتی کیو۵۰ (تغییر چهره)
- ب‌ام‌و سری ۴ (تغییر چهره)
- ب‌ام‌و سری ۵ تورینگ
- براباس ۵۵۰ ادونچر ۴²×۴
- براباس ۶۵۰ کابریو
- بنتلی بنتایگا مولینر
- بنتلی فلایینگ اسپار دبلیو۱۲ اس
- بنتلی کانتیننتال سوپراسپورتس (رونمایی در اروپا)
- بنتلی مولسان سری هلمارک محصول مولینر
- پاگانی هوایرا رودستر
- پورشه ۹۱۱ آر محصول تگ هویر
- پورشه ۹۱۱ جی‌تی۳ (تغییر جهره)
- پورشه ۹۱۱ تارگا ۴ جی‌تی‌اس
- پورشه ۹۱۱ کررا ۴ جی‌تی‌اس
- پورشه پانامرا اسپورت توریسمو
- پورشه پانامرا توربو اس ئی-هایبرید
- تک‌ارت جی‌تی‌استریت آر کابریولت
- تک‌ارت گرند جی‌تی
- تک‌آرت مگنوم اسپورت
- تویوتا یاریس (تغییر چهره دوم)
- تویوتا یاریس جی‌آرام‌ان
- جیپ کامپس (رونمایی در اروپا)
- خان ونجینس وولانته
- داچیا لوگان ام‌سی‌وی استپ‌وی
- دی‌اس۷ کراس‌بک
- دیوید براون اتوموتیوز اسپیدبک جی‌تی
- رنو آلاسکان (رونمایی در اروپا)
- رنو کپچر (تغییر چهره)
- رنو کولئوس ۲ (رونمایی در اروپا)
- روف سی‌تی‌آر ۲۰۱۷
- رولز-رویس گوست الگانس
- ریمک کانسپت وان
- زنوو تی‌اس۱ جی‌تی
- سوبارو ایکس‌وی/کراس‌ترک[۱۳۹]
- سوزوکی سوییفت
- سیات ایبیزا
- سیات لئون کوپرا (تغییر چهره)
- سین کارز آر۱ ۵۵۰
- فراری ۸۱۲ سوپرفست[۱۴۰]
- فورد جی‌تی ۶۶ هریتیج
- فورد فیستا
- فورد فیستا اس‌تی
- فولکس‌واگن آرتئون
- فولکس‌واگن تیگوان آل‌اسپیس
- فولکس‌واگن گلف آر (تغییر چهره)
- فیات ۱۲۴ اسپایدر اروپا
- فیات ۵۰۰ سسانتسیمو لیمیتد ادیشن
- فیات فول‌بک کراس
- کوئنیگزگ آگرا آراس گریفون
- کیا استینگر (رونمایی در اروپا)
- کیا پیکانتو[۱۴۱]
- گمبالا آوالانچ
- لامبورگینی اوراکان پرفورمانته
- لامبورگینی اونتادور اس
- لکسوس ال‌اس ۵۰۰اچ
- لندروور رنجروور ولار
- مازراتی گرن‌توریزمو اسپورت اسپشیال ادیشن
- مرسدس-آامگ ئی۶۳ اس استیت
- مرسدس-آام‌گ جی‌تی سی رودستر ادیشن ۵۰
- مرسدس-بنز کلاس-جی‌ال‌ای (تغییر چهره) (رونمایی در اروپا)
- مرسدس-بنز کلاس-ئی کابریولت
- مرسدس-بنز کلاس-ئی کوپه
- مرسدس-می‌باخ جی۶۵۰ لندالت
- مزدا ام‌ایکس-۵ آراف (رونمایی در اروپا)
- مزدا سی‌ایکس-۵ (رونمایی در اروپا)
- مک‌لارن ۷۲۰اس
- میتسوبیشی اکلیپس کراس[۱۴۲][۱۴۳]
- نوبل ام۶۰۰ اسپیدستر
- نیسان قشقایی (تغییر چهره)
- واکسول اینسیگنیا اسپورتس تورر
- ولوو ایکس‌سی۶۰
- هوندا سیویک تیپ آر
- هیوندای آی۳۰ واگن

#### خودروهای مفهومی
- آرتگا اسکالو سوپر الترا
- آئودی کیو۸ اسپورت
- اسبارو موهاوی
- استون مارتین رپید ای‌ام‌آر
- استون مارتین  ونتیج ای‌ام‌آر پرو
- ایتال‌دیزاین خودروی پرندهٔ ایرباس پاپ‌آپ
- ایدون گرین بلک کولین
- اینفینیتی کیو۶۰ پراجکت بلک اس
- بنتلی ئی‌ایکس‌پی ۱۲ اسپید ۶ئی
- پژو اینستینکت
- پینینفارینا اچ۶۰۰
- پینینفارینا فیتیپالدی ئی‌اف۷ ویژن جی‌تی
- تاتا تامو راسما
- تکرولز رن
- تویوتا آی-تریل
- جگوار آی-پیس (رونمایی در اروپا)
- رنو ترزور
- رنو زوئی ئی-اسپورت
- رینسپید اواسیس
- سانگ‌یانگ ایکس‌ای‌وی‌ال
- سیتروئن سی-ایرکراس
- شورلت کامارو ترک کانسپت
- فولکس‌واگن آی.دی. بیزز (رونمایی در اروپا)
- فولکس‌واگن سدریک
- کادیلاک اسکالا (رونمایی در اروپا)
- لندروور دیسکاوری پراجکت هیرو
- مرسدس-آام‌گ جی‌تی کانسپت
- مرسدس-بنز کلاس-ایکس مفهومی
- کوانت ۴۸ولت
- نیسان بلیدگلایدر (رونمایی در اروپا)
- واندا دندروبیوم
- هوندا نیووی (رونمایی در اروپا)
- هیوندای اف‌ئی فیول سل

### ۲۰۱۶
هشتاد و ششمین نمایشگاه خودرو ژنو از ۳ تا ۱۳ مارس ۲۰۱۶ برگزار شد.

#### خودروهای تولید شده
- آبارت ۱۲۴ اسپایدر
- آپولو ان
- آرش ای‌اف۸ کاسینی
- آرش ای‌اف۱۰
- آلپینا بی۷ (جی۱۲)
- آلفا رومئو جیولیا
- آئودی اس۴ آوانت
- آئودی کیو۲
- اسپایکر سی۸ پرالیتور
- استون مارتین دی‌بی۱۱
- اوپل موکا ایکس
- اینفینیتی کیو۵۰ (تغییر چهره) (رونمایی در اروپا)
- اینفینیتی کیو۶۰ (رونمایی در اروپا)
- اینفینیتی کیو ایکس ۳۰ (رونمایی در اروپا)
- ب‌ام‌و آلپینا بی۷ ایکس‌درایو
- ب‌ام‌و ام۲ کوپه ام پرفورمنس پکیج
- ب‌ام‌و ام۷۶۰ال‌آی ایکس‌درایو
- براباس ۹۰۰ راکت کوپه
- بنتلی کانتیننتال فلایینگ اسپار وی۸ اس
- بنتلی مولسان
- بنتلی مولسان گرند لیموزین مولینر
- بوگاتی شیرون
- پاگانی هوایرا بی‌سی
- پژو تراولر
- پورشه ۹۱۱ آر
- پورشه ۷۱۸ باکستر
- تسلا مدل ایکس (رونمایی در اروپا)[۱۴۵]
- تویوتا پروآس ورسو
- تویوتا سی-اچ‌آر
- جگوار نوع اف اس‌وی‌آر
- جنسیس جی۹۰ (رونمایی در اروپا)
- خان ونجینس
- دابلیو موتورز لیکان هایپراسپورت
- دوج وایپر ای‌سی‌آر (رونمایی در اروپا)
- رادیکال آر ایکس سی توربو ۵۰۰آر
- رنو تلیسمان
- رنو سینیک
- رولز-رویس گوست بلک بج
- رولز-رویس ریس بلک بج
- ریمک کانسپت وان
- زنوو اس‌تی۱
- سکما اف۱۶ توربو
- سوزوکی اس‌ایکس۴ کراس (تغییر چهره)
- سیات آتکا
- سیتروئن اسپیس تورر
- سین کارز آر۱
- شورلت کامارو (نسل ششم) (رونمایی در اروپا)
- شورولت کوروت گرند اسپورت
- فراری جی‌تی‌سی۴لوسو
- فراری کالیفرنیا تی هندلینگ اسپشیال
- فورد فیستا اس‌تی۲۰۰
- فورد کوگا (تازه‌سازی)
- فولکس‌واگن فیدئون
- فیات تیپو
- کوئنیگزگ آگرا نسخه نهایی یک از ۱
- کوئنیگزگ رگرا
- کیا اپتیما اسپورتس‌واگن
- کیا نیرو (رونمایی در اروپا)
- لامبورگینی اوراکان ال‌پی۶۱۰–۴ آویو
- لامبورگینی سنتناریو
- لکسوس ال‌سی ۵۰۰اچ
- لندروور رنجروور ایواک کروکی
- لوتوس ۳-یازده
- لوتوس الیزهکاپ ۲۵۰
- لوتوس اوورا اسپورت ۴۱۰
- مازراتی لوانته
- مرسدس-آام‌گ اس‌ال‌سی۴۳ (رونمایی در اروپا)
- مرسدس-بنز کلاس-سی کابریوله، مرسدس-آام‌گ سی۴۳ کابریوله
- مک لارن ۵۷۰جی‌تی
- مک‌لارن ۶۷۵ال‌تی اسپایدر ام‌اس‌او
- مک لارن پی۱ ام‌اس‌او
- مورگان ای‌وی۳
- ولوو ایکس‌سی۹۰ اکسلنس (رونمایی در اروپا)
- ولوو وی۴۰ (تغییر چهره)
- ولوو وی۹۰
- هوندا کلاریتی فیول سل (رونمایی در اروپا)
- هیوندای ایونیک سری الکتریک درایو

#### خودروهای مفهومی
- آپولو ارو[۱۴۶]
- آلپاین ویژن
- اسبارو ژینورا
- اسبارو هیز
- اشکودا ویژن اس
- اوپل جی‌تی کانسپت
- ایتال‌دیزاین جی‌تی‌زیرو
- ای‌سی اشنیتزر ای‌سی‌ال۲
- پینینفارینا اچ۲ اسپید
- تکرولز ای‌تی۹۶ تیرو
- دی‌اس ای-تنس
- ریمک#کانسپت اس
- رینسپید ایتوس
- سانگ‌یانگ اس‌آی‌وی-۲
- سیتروئن اسپیس‌تورر هایفن
- فولکس‌واگن تی-کراس بریز
- کاروزریا تورینگ سوپرلگرا دیسکو وولانته اسپایدر
- لکسوس ال‌اف#ال‌اف-اف‌سی (رونمایی در اروپا)
- مزدا آرایکس-ویژن
- میتسوبیشی ای‌اس‌ایکس ژئوسیک
- میتسوبیشی ال۲۰۰ ژئوسیک
- نیسان ایکس-تریل پریمیوم
- نیسان قشقایی پریمیوم
- هوندا سیویک هاچ‌بک پروتوتایپ

### ۲۰۱۵
هشتاد و پنجمین نمایشگاه خودرو ژنو از ۵ تا ۱۵ مارس ۲۰۱۵ برگزار شد.

#### خودروهای تولید شده
- آلفا رومئو ۴سی اسپایدر
- آلپینا بی۶ ادیشن ۵۰
- آئودی کیو۷
- آئودی آر۸
- استون مارتین لاگوندا ترف
- استون مارتین ونتیج جی‌تی۳
- استون مارتین وولکان[۱۴۸]
- اشکودا ساپرب
- اوپل کارل (واکسول ویوا)
- اوپل کورسا اوپی‌سی
- ب‌ام‌و سری ۱ (تغییر چهره)
- ب‌ام‌و سری ۲ گرند تورر
- بنتلی کانتیننتال جی‌تی اسپید (تغییر چهره)
- بوگاتی ویرون گرند اسپورت ویتس لا فیناله
- پژو ۲۰۸ (تغییر چهره)
- پورشه ۹۱۱ جی‌تی۳ آر اس
- پورشه ۹۱۸ اسپایدر
- پورشه کایمن جی‌تی۴
- پینینفارینا فراری سرجیو
- تورینگ سوپرلگرا برلینتا لوسو
- تویوتا آریس (تغییر چهره)
- تویوتا اونسیس (تغییر چهره دوم)
- جی‌تی‌ای اسپانو
- رادیکال آر ایکس سی توربو ۵۰۰
- راف توربو فلوریو
- رنو کاجار
- رولز-رویس فانتوم سرنیتی
- سانگ‌یانگ تیوولی
- سوبارو لوورگ
- سیات لئون اس‌تی کوپرا ۲۸۰
- سیتروئن برلینگو مولتی‌اسپیس
- فراری ۴۸۸ جی‌تی‌بی[۱۴۹]
- فورد جی‌تی
- فورد فوکوس آر اس
- فولکس‌واگن پاسات آلترک
- فولکس‌واگن توران ام‌کا۳
- فولکس‌واگن شاران ام‌کا۲ (تغییر چهره)
- فیات ۵۰۰ وینتیج ۵۷
- کادیلاک ای‌تی‌اس-وی کوپه (رونمایی در اروپا)
- کادیلاک سی‌تی‌اس-وی (رونمایی در اروپا)
- کوئنیگزگ آگرا آر اس
- کوئنیگزگ رگرا[۱۵۰]
- لامبورگینی اونتادور ال‌پی ۷۵۰–۴ سوپرولوچه
- لکسوس جی‌اس اف (رونمایی در اروپا)
- لندروور رنجروور ایواک (تغییر چهره)
- لوتوس اوورا ۴۰۰
- مرسدس-آام‌گ جی‌تی۳
- مرسدس-بنز جی۵۰۰ ۴²×۴
- مرسدس-می‌باخ اس۶۰۰ پولمان
- مزدا۶ (تغییر چهره)
- مزدا سی‌ایکس-۳ (رونمایی در اروپا)
- مزدا سی‌ایکس-۵ (تغییر چهره)
- مک‌لارن ۶۷۵ال‌تی
- مک لارن پی۱ جی‌تی‌آر
- مورگان آئرو ۸
- میتسوبیشی تریتون (ال۲۰۰)
- کوانت اف
- ولوو اس۶۰ کراس کانتری
- هوندا اچ‌آر-وی (رونمایی در اروپا)
- هوندا ان‌اس‌ایکس
- هوندا جز (رونمایی در اروپا)
- هوندا سیویک تیپ آر
- هیوندای آی۲۰ کوپه
- هیوندای آی۳۰ (تغییر چهره)
- هیوندای آی۴۰ (تغییر چهره)
- هیوندای توسان

#### خودروهای مفهومی
- آئودی پرولوگ آوانت
- استون مارتین دی‌بی‌ایکس
- ایتال‌دیزاین جوجارو جیا[۱۵۱]
- اینفینیتی کیو ایکس ۳۰
- بنتلی ئی‌ایکس‌پی ۱۰ اسپید ۶[۱۵۲]
- پژو کوارتز
- سوزوکی آی‌ام-۴
- سیات ۲۰وی۲۰
- سیتروئن برلینگو مونتین وایب مفهومی
- فولکس‌واگن اسپورت کوپه کانسپت جی‌تی‌ئی
- کیا اسپورت‌اسپیس[۱۵۳]
- لکسوس ال‌اف-آس‌ای
- مگنا استیر میلا پلاس هیبریدی
- کوانتینو[۱۵۴]
- نیسان سووی[۱۵۵]

### ۲۰۱۴
هشتاد و چهارمین نمایشگاه خودرو ژنو از ۶ام تا ۱۶ام مارس ۲۰۱۴ ادامه داشت.

#### خودروهای تولیدشده
- Abt Audi RS6-R Avant
- Alfa Romeo 4C Targa
- Audi S1
- آئودی تی‌تی
- Bentley Continental Flying Spur V8
- BMW 2 Series Active Tourer[۱۵۶]
- BMW 4 Series Gran Coupe
- سیتروئن سی ۱
- Citroën C4 Cactus
- فراری کالیفرنیا[۱۵۷]
- Ford Focus (facelift)
- هوندا سیویک تیپ آر
- Jaguar XFR-S Sportbrake
- Jeep Renegade[۱۵۸]
- Koenigsegg One:1
- لامبورگینی اوراکان[۱۵۶]
- Lexus RC F Sport
- Maserati Quattroporte Ermenegildo Zegna Limited Edition
- مرسدس-بنز کلاس-اس Coupe
- McLaren 650S
- Nissan e-NV200
- نیسان جی تی-آر نیسمو (European debut)
- نیسان جوک[۱۵۹]
- Opel Astra OPC Extreme
- Peugeot 108
- پژو ۳۰۸ SW
- Qoros 3 Hatch
- رنو توئینگو
- تویوتا ایگو
- Volkswagen Golf GTE (plug-in hybrid)
- Volkswagen Polo (facelift)
- Volkswagen Scirocco (facelift)

#### خودروهای مفهومی
- Hyundai Intrado
- Maserati Alfieri[۱۶۰]
- Mazda Hazumi[۱۵۶]
- Mini Clubman Concept
- Škoda VisionC
- Ssangyong XLV[۱۶۱]
- Volkswagen T-Roc[۱۶۲]
- Volvo Concept Estate[۱۵۶]

### ۲۰۱۳
هشتاد و سومین نمایشگاه خودرو ژنو از ۵ام تا ۱۷ام مارس ۲۰۱۳ ادامه داشت.

#### خودروهای تولیدشده
- Alfa Romeo 4C[۱۶۴]
- آلفارومئو میتو SBK[۱۶۵]
- آستون مارتین رپید S
- آستون مارتین ونکوئیچ
- آئودی ای۳ Sportback G-tron
- Audi RS Q3
- آئودی ای۵ Coupe DTM
- آئودی آراس۶ Avant
- Audi RS7 Sportback[۱۶۶]
- Audi S3 Sportback
- Bentley Flying Spur[۱۶۷]
- ب‌ام‌و نیو کلاس کوپه Gran Turismo
- Brabus 800 Roadster
- Brabus PI 800 Widestar
- Brabus CLS B63 S 730
- Brabus CLS Shooting Brake B63 S 730
- Brabus B63-620 Widestar
- کادیلاک ای تی اس[۱۶۸] (European introduction)
- دوو ویناستورم (2nd facelift)
- Chevrolet Corvette Stingray Convertible[۱۶۹]
- شورلت اسپارک[۱۷۰]
- Citroën C3 (facelift)
- سیتروئن دی‌اس۴ "Electro Shot"
- داچیا لوگان MCV
- Exagon Furtive e-GT
- فراری لافراری[۱۷۱]
- Fiat 500e[۱۷۲]
- Fiat 500L Trekking
- فورد اکواسپورت[۱۷۳] (European introduction)
- Ford Tourneo Courier
- Ford Tourneo Custom
- Ford Tourneo Connect
- Gemballa MP4-12C Spider
- گامپرت آپولو S
- GTA Spano
- Hyundai Grand Santa Fe[۱۷۴]
- هیوندای توسان (facelift)
- Infiniti Q50
- جیپ کامپس (facelift, European introduction)
- جیپ گرند چروکی[۱۷۵]
- جیپ رانگلر Rubicon
- کیا سید GT
- کیا سید GT
- لامبورگینی اونتادور[۱۷۶]
- لکسوس آی‌اس[۱۷۷]
- مازراتی کواتروپورو
- مک لارن پ۱
- Mercedes-Benz A 45 AMG
- Mercedes-Benz CLA-Class[۱۷۸] (European introduction)
- مرسدس-بنز کلاس-ئی (facelift)[۱۷۹]
- Mini Paceman John Cooper Works[۱۸۰]
- نیسان نوت
- Opel Cascada[۱۸۱]
- پژو ۲۰۸ GTi
- پژو ۲۰۰۸
- Porsche 911 GT3 (Type 991)
- پورشه کایمن
- Qoros 3 Sedan
- رنو کپچر
- رنو سینیک and Grand Scénic (2nd facelift)
- رنو سینیک XMOD
- رنو کانگو Express
- Renault Kangoo Maxi Z.E.
- Rolls-Royce Wraith[۱۸۲]
- سیات لئون III SC
- اشکودا اکتاویا III
- سنگ یانگ رودیوس
- سوزوکی اس‌ایکس۴
- تویوتا راو ۴[۱۸۳]
- تویوتا آریس Touring Sports[۱۸۳]
- Volkswagen Cross up!
- Volkswagen Golf VII GTI and GTD
- Volkswagen Golf VII Variant BlueMotion
- خودرو یک لیتری فولکس واگن
- Volvo S60/V60
- ولوو ایکس‌سی۶۰
- Volvo S80/V70/XC70
- ولوو اس۶۰ D6 Plug-In Hybrid
- Wiesmann GT MF4-CS

#### خودروهای مفهومی
- Alfa Romeo Gloria[۱۸۴]
- Aston Martin Rapide Bertone Jet 2+2
- آئودی ای۳ e-Tron
- Belumbury Lallo Concept
- Belumbury Dany Concept
- Citroën C3 Hybrid Air Concept
- Citroën Technospace
- Fiat 500 "GQ" Showcar
- Fornasari Hunter[۱۸۵]
- Fornasari Gigi
- Honda Civic Tourer Concept
- هیوندای آی۲۰ WRC Prototype
- IMA Colibri
- ایتال‌دیزاین Giugiaro Parcour and Roadster
- Kia Provo Concept
- Koenigsegg Agera S "Hundra"
- Land Rover Electric Defender Research Vehicle
- Mitsubishi CA-MiEV
- Mitsubishi GR-HEV[۱۸۶]
- Opel Adam Rocks[۱۸۷]
- Opel Adam R2 Rally Car Concept
- Peugeot RCZ View Top Concept by Magna Steyr
- Pininfarina Sergio[۱۸۸]
- Qoros 3 Cross Hybrid Concept
- Qoros 3 Estate Concept
- Rinspeed microMAX
- Sbarro React'E.V. Concept
- Spyker B6 Venator
- SsangYong SIV-1 Concept
- Subaru Viziv
- Toyota Auris Touring Sports Black Concept
- Toyota FT-86 Open
- Toyota i-Road[۱۸۳]
- Toyota RAV4 Adventure Concept
- Toyota RAV4 Premium Concept
- Valmet Eva Range Extender Concept
- Volkswagen e-Co-Motion Concept
- Volkswagen Golf Variant Concept R-Line

### ۲۰۱۲

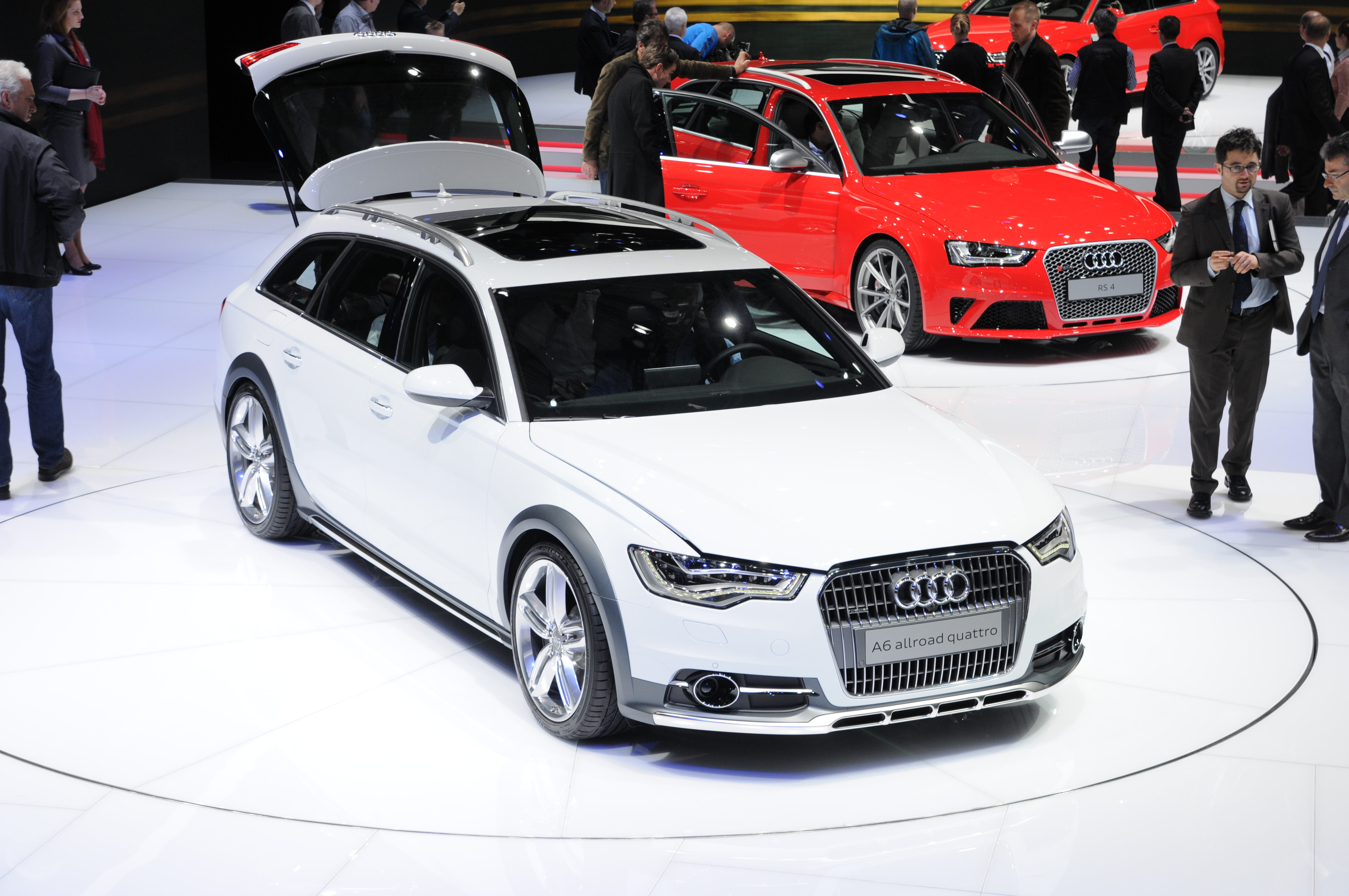
دو خودرو A6 allroad quattro و RS4 Avant نمایش داده شده در نمایشگاه خودرو ژنو سال ۲۰۱۲.

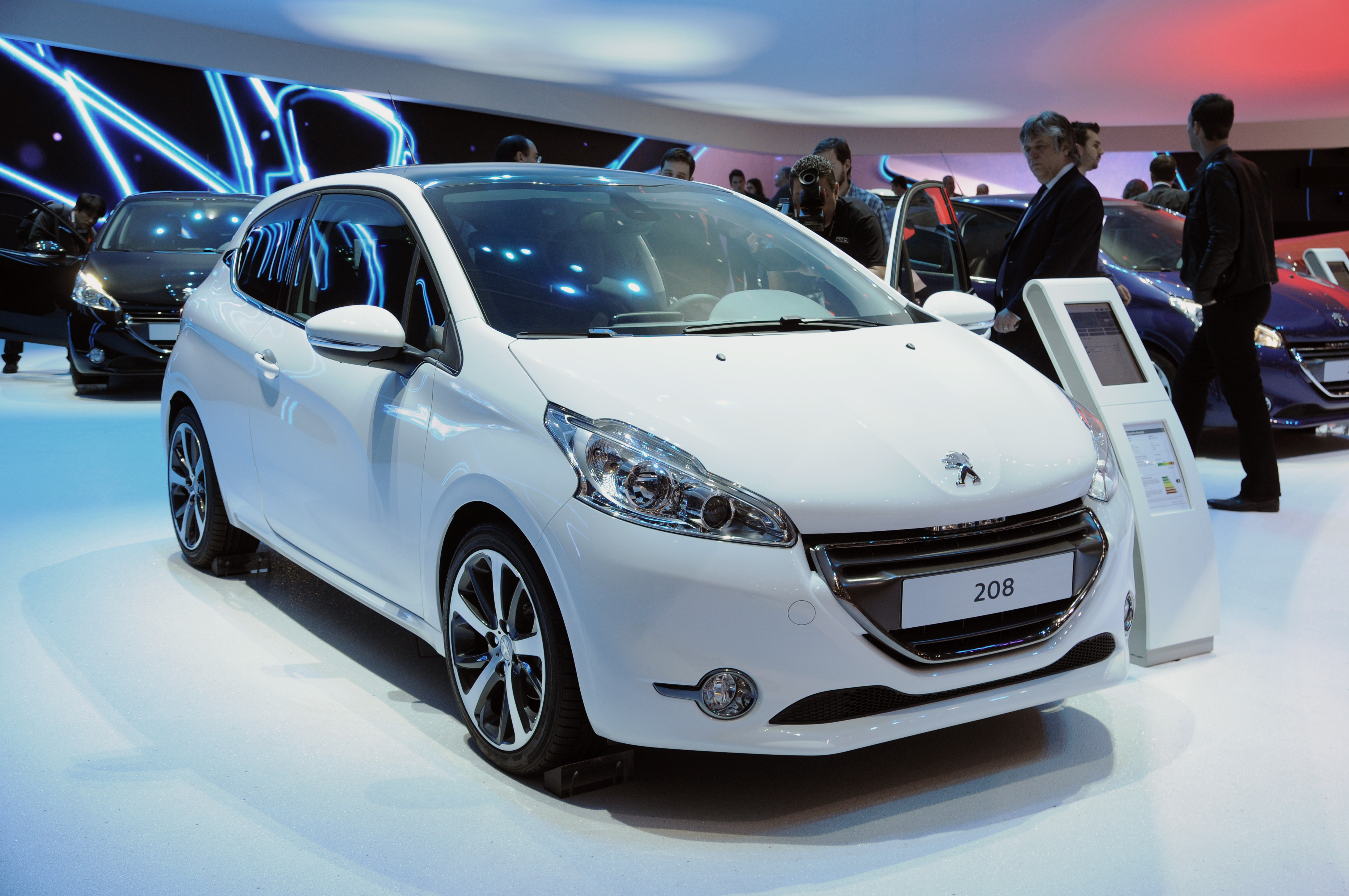
پژو ۲۰۸ در نمایشگاه خودرو ژنو سال ۲۰۱۲.

هشتاد و دومین نمایشگاه خودرو ژنو از ۸ام تا ۱۸ام سال ۲۰۱۲ ادامه داشت.

#### خودروهای تولیدشده
- Abarth 695 Tributo Maserati Convertible
- Artega GT Roadster
- آستون مارتین وی۸ (facelift)
- Aston Martin V12 Zagato
- آئودی ای۱ quattro
- آئودی ای۳
- آئودی ای۴ (facelift)
- Audi RS4 Avant
- آئودی ای۶ آلرود کواترو
- آئودی تی‌تی RS Plus
- Audi QS3
- بنتلی کانتیننتال جی‌تی V8
- Bentley Mulsanne Mulliner Driving Specification
- BMW Alpina B5 Biturbo
- ب‌ام‌و سری ۵ M550d
- ب‌ام‌و ام۶ CC
- ب‌ام‌و سری ۶ Gran Coupé
- براباس Bullit Coupe 800
- Bugatti Veyron Grand Sport Vitesse
- شورلت کروز SW
- سیتروئن سی ۱ (2nd facelift)
- Citroën C4 Aircross[۱۸۹]
- Dacia Lodgy
- فراری کالیفرنیا (facelift)
- فراری اف۱۲
- Fiat 500L
- Ford B-MAX
- فورد سوپر دیوتی
- Ford Fiesta ST
- فورد کوگا
- گامپرت آپولو R
- Honda Civic D
- هوندا سی‌آر-وی (European introduction)
- هیوندای آی۲۰ (facelift)
- هیوندای آی۳۰ CrossWagon
- ایسوزو دی-مکس
- Jaguar XF Sportbrake
- کیا سید and SW
- Kia K9
- Lancia Flavia Cabrio
- لکسوس جی‌اس F-Sport
- لکسوس آرایکس 450h
- Maserati GranTurismo Sport
- مرسدس بنز رده ای
- Mercedes-Benz SL-Class
- Mini Countryman John Cooper Works
- میتسوبیشی آوت‌لندر
- مورگان پلاس ۸
- نیسان جوک نیسمو
- Opel Astra OPC
- اوپل اینسیگنیا Cross Four
- Opel Mokka
- Peugeot 107 (2nd facelift)
- پژو ۲۰۸
- Peugeot 4008
- پورشه باکستر (Type 981)
- رنو مگان (facelift)
- رنو سینیک & رنو سینیک (facelift)
- رنو زوئی
- Rolls-Royce Phantom (facelift)
- Ruf RGT-8
- فولکس‌واگن آپ!
- فولکس‌واگن آپ!
- اسمارت فورتوی برقی و اسمارت فورتوی برقی (باراباس)
- اسمارت فورتو (facelift)
- سنگ‌یانگ کوراندو
- سوبارو امیپرزا
- Subaru BRZ
- تویوتا ایگو (2nd facelift)
- Toyota GT 86
- تویوتا پریوس
- تویوتا ویتز
- فولکس‌واگن آپ! 5-door
- Volkswagen Polo BlueGT
- Volkswagen Golf Cabriolet GTI
- فولکس‌واگن پاسات Alltrack
- Volvo V40

#### خودروهای مفهومی
- Bentley EXP 9 F
- Bertone Nuccio Concept
- BMW M135i[۱۹۰]

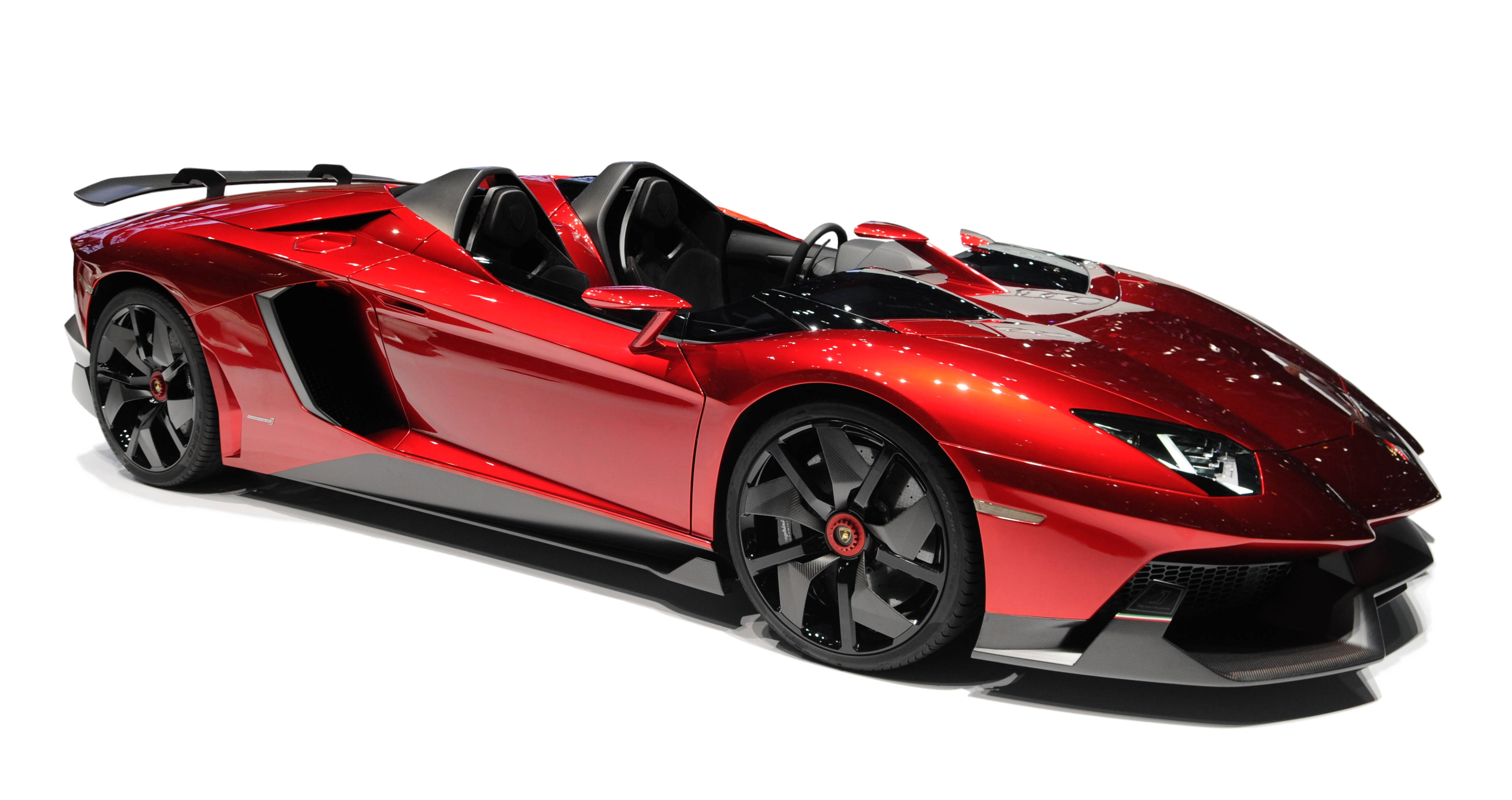
یک لامبورگینی اونتادور در نمایشگاه خودرو ژنو سال ۲۰۱۲.

- Carrozzeria Touring Superleggera Disco Volante[۱۹۱]
- سیتروئن دی‌اس۴ Racing
- فورد ترانسیت
- Giugiaro Brivido
- هوندا ان‌اس‌ایکس
- هیوندای i-oniq
- Infiniti Emerg-e
- جیپ کامپس
- جیپ گرند چروکی Sport
- لامبورگینی اونتادور[۱۹۲]
- Lyonheart K
- Magna Steyr MILA Coupic
- Mazda Takeri
- Mini Clubvan

- پژو یون Prototype (Pikes Peak)
- نیسان Hi-Cross
- Nissan Invitation
- پژو ۲۰۸ GTi and XY
- پینینفارینا Cambiano
- رنجروور ایواک
- Rinspeed Dock+Go
- سیات تولدو Concept
- SsangYong XIV-2
- Suzuki Swift Range Extender
- Tata Megapixel
- تسلا مدل اس
- تسلا مدل ایکس
- Toyota FT-Bh
- فولکس‌واگن آماروک Canyon

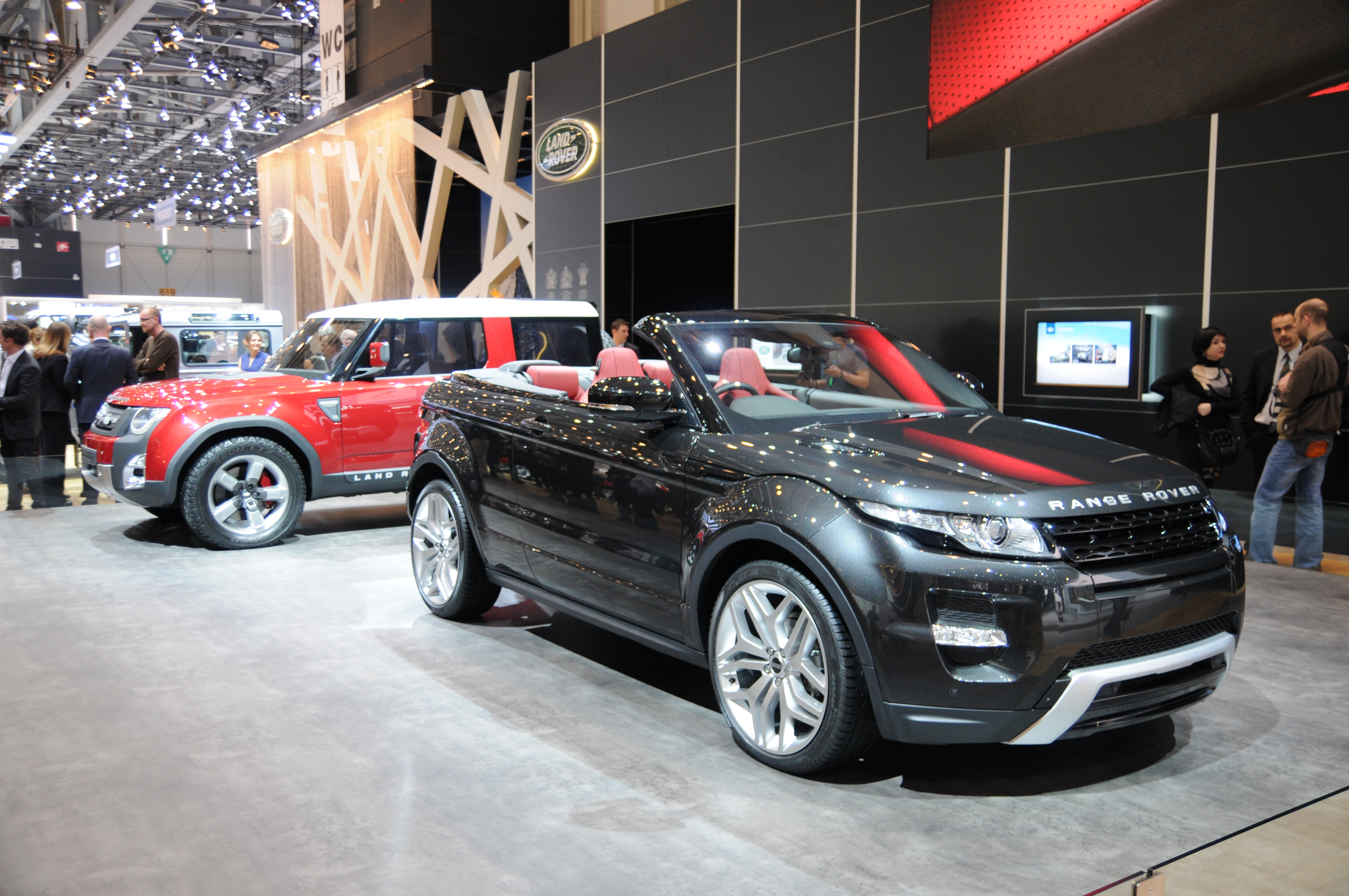
طرح مفهومی خودرو رنج روور اووگ با سقف بازشونده.

- فولکس‌واگن Cargo up!, Swiss up!, X up!, and Winter up!
- Volkswagen Cross Coupé TDI Hybrid

### ۲۰۱۱

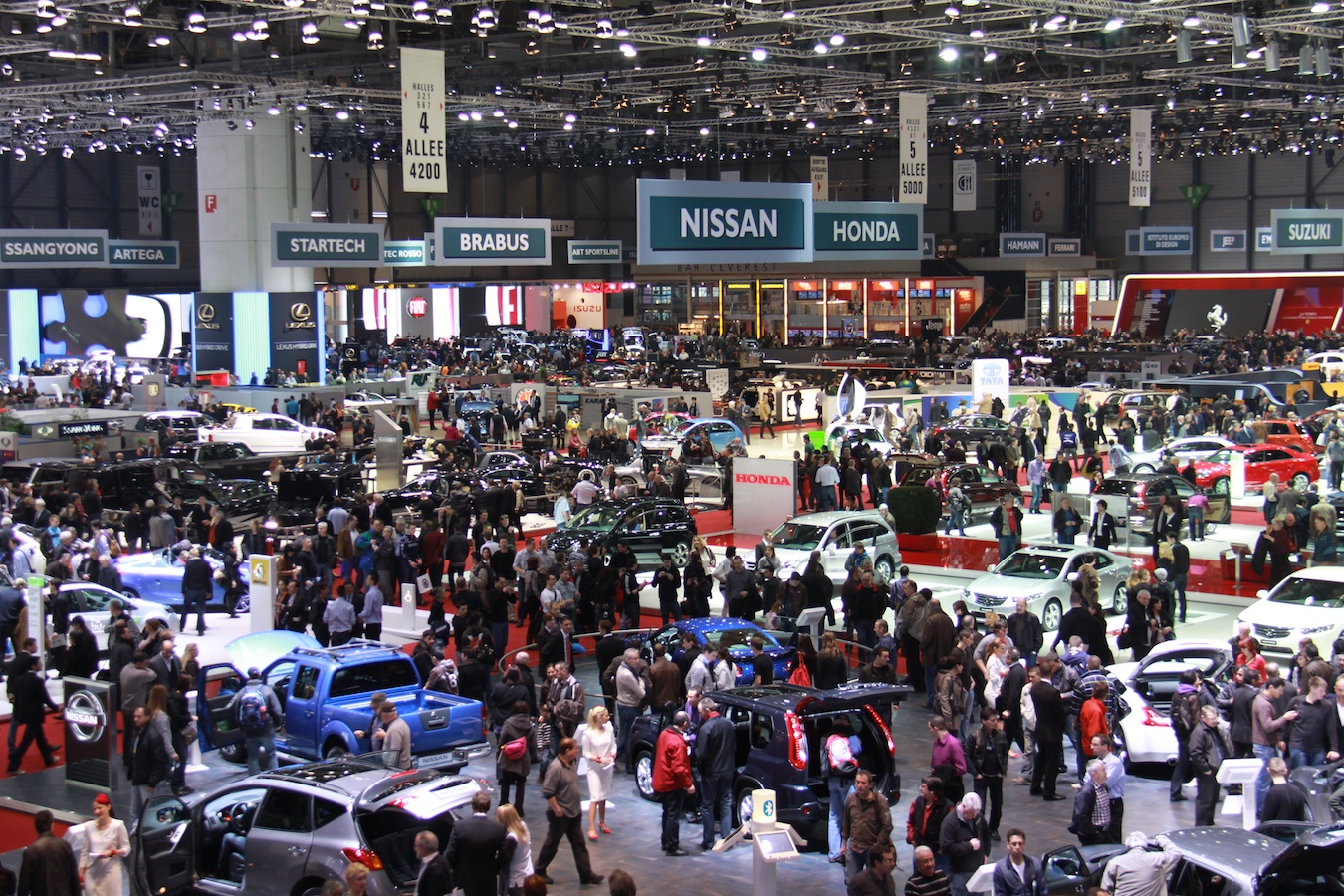
نمایشگاه خودرو ژنو، مارس ۲۰۱۱.

این نمایشگاه از سوم تا سیزدهم مارس ۲۰۱۱ ادامه داشت.

#### خودروهای تولیدشده
- AC Cars MkVI[۱۹۳]
- تویوتا آی‌کیو
- Aston Martin Virage
- Aston Martin V8 Vantage S[۱۹۳]
- آئودی ای۳ Sportback[۱۹۴]
- آئودی کیو۵ hybrid
- بنتلی کانتیننتال جی‌تی Ice Speed Edition[۱۹۳]
- Bentley Flying Spur Series 51[۱۹۳]
- BMW ActiveE[۱۹۵]
- BMW 320d EfficientDynamics Touring Edition[۱۹۶]
- ب‌ام‌و ایکس۱ xDrive28i (turbo I4)[۱۹۷]
- Chevrolet Camaro ZL1 (European debut)[۱۹۳]
- شورلت کروز Hatchback (final production version)[۱۹۴]
- سیتروئن دی‌اس۴[۱۹۴]
- فراری اف‌اف
- فیات ۵۰۰ Gucci[۱۹۸]
- دوج جرنی[۱۹۹]
- فورد سی-مکس Hybrid (European debut)[۲۰۰]
- فورد سی-مکس Energi plug-in hybrid (European debut)[۲۰۰]
- فورد فوکوس Electric (European debut)[۲۰۱]
- Ford Metal Ka[۲۰۲]
- Ford Ranger Wildtrak[۲۰۳]
- GTA Spano[۱۹۳]
- Gumpert Tornante[۲۰۴]
- Honda Accord facelift
- Hyundai i40[۱۹۴]
- Jaguar XKR-S[۲۰۵]
- جیپ گرند چروکی (European debut)
- کیا پیکانتو[۱۹۴]
- کیا ریو[۲۰۶]
- Koenigsegg Agera R[۱۹۳]
- Lamborghini Aventador LP700-4[۲۰۷]
- Lancia Grand Voyager
- Lancia Thema[۲۰۸]
- لانچیا ایپسیلون[۲۰۸]
- Maserati Gran Cabrio Sport[۲۰۹]
- مرسدس-بنز کلاس-سی Coupe[۲۱۰]
- مرسدس بنز اس‌ال‌کا[۱۹۴]
- Morgan ThreeWheeler[۱۹۴]
- شورلت ولت[۱۹۴]
- اوپل آنتارا facelift
- اوپل کورسا facelift
- پاگانی هوایرا[۲۱۱]
- پژو ۳۰۸ facelift
- پژو ۳۰۰۸ hybride HDi
- پورشه پانامرا S Hybrid[۲۱۲]
- Saab 9-5 SportCombi[۲۱۳]
- سنگ‌یانگ کوراندو
- تویوتا راکتیس[۲۱۴]
- سوزوکی سوییفت Sport
- Toyota Prius+
- Toyota Yaris HSD Hybrid[۲۱۵]
- Volkswagen Golf Cabriolet[۱۹۴]
- فولکس‌واگن تیگوان facelift[۲۱۶]

#### خودروهای مفهومی
- Alfa Romeo 4C[۱۹۴]
- آئودی ای۳ sedan concept[۲۱۷]
- BMW Vision ConnectedDrive[۱۹۶]
- Citroën Metropolis[۱۹۴]
- دتوماسو Deauville[۲۱۸]
- فیات ۵۰۰ Coupé Zagato[۲۱۹]
- Ford B-MAX
- Ford Vertrek (European debut)[۲۲۰]
- Honda EV[۱۹۴]
- Infiniti Etherea[۲۲۱]
- Jaguar B99 by Bertone[۱۹۴]
- Lancia Flavia/Flavia Cabrio concepts
- Land Rover Range_e[۲۱۲]
- Mazda Minagi
- Mini Rocketman[۱۹۴]
- میتسوبیشی Concept Global Small
- Nissan Esflow[۲۲۲]
- اوپل زفیرا Tourer Concept[۲۲۳]
- رنو کپچر[۱۹۴]
- Rinspeed BamBoo[۲۲۴]
- Rolls-Royce 102EX (Phantom Experimental Electric)[۲۲۵]
- Saab PhoeniX
- Skoda Vision D
- Smart Forspeed[۲۲۶]
- Tata Pixel
- Toyota FT-86 II[۲۲۷]
- تویوتا آی‌کیو EV (pre-production)[۲۱۲]
- Volkswagen Bulli[۲۲۸]
- ولوو اس۶۰ (pre-production)[۲۲۹]

### ۲۰۱۰
هشتادمین نمایشگاه خودرو ژنو از ۴ام تا ۱۴ام مارس سال ۲۰۱۰ ادامه داشت. بیش از ۸۰ خودرو نو در این نمایشگاه رونمایی شدند. همایش خبری این نمایشگاه در دوم مارس ۲۰۱۰ آغاز شد و بیش‌تر رونمایی‌های مهم این نمایشگاه هم در همین زمان صورت گرفت.

#### خودروهای تولیدشده
- Alfa Romeo Giulietta
- ۲۰۱۱ آئودی ای۱
- ۲۰۱۱ آئودی ای۵
- ۲۰۱۱ بنتلی کانتیننتال جی‌تی Convertible
- ۲۰۱۱ ب‌ام‌و سری ۵
- Carlsson Super GT C25
- ۲۰۱۰ داچیا داستر
- ۲۰۱۱ فورد سی-مکس / Grand C-Max (production versions)
- ۲۰۱۱ Ford Focus (European debut)
- Garia LSV (Low Speed Vehicle)[۲۳۱]
- ۲۰۱۱ اینفینیتی ام35 Hybrid
- ۲۰۱۱ Jaguar XKR Special Edition
- ۲۰۱۱ کیا اسپورتیج
- 2011 Koenigsegg Agera
- لامبورگینی گایاردو LP570-4 Superleggera
- 2011 Lexus CT 200h
- 2011 Lotus Elise
- لوتوس اوورا Cup
- ۲۰۱۱ مزدا۶
- 2011 Mazda ۵
- 2011 Mini Countryman
- ۲۰۱۱ میتسوبیشی آروی‌آر
- نیسان ۳۷۰زد Roadster (European debut)
- Nissan Global Compact Car[۲۳۲]
- ۲۰۱۱ نیسان جوک
- ۲۰۱۰ نیسان فرانتیر
- ۲۰۱۰ نیسان پت‌فایندر
- ۲۰۱۰ نیسان قشقایی
- ۲۰۱۰ اوپل ماریوا
- ۲۰۱۱ پاگانی زوندا Tricolore
- ۲۰۱۱ Porsche 911 Turbo S
- ۲۰۱۱ پورشه کاین
- ۲۰۱۰ رنو مگان Convertible
- رنو ویند
- سیات ایبیزا ST
- 2010 Volkswagen CrossPolo
- 2010 Volkswagen Polo BlueMotion
- 2010 Volkswagen Polo GTI
- ۲۰۱۱ فولکس‌واگن شاران
- ۲۰۱۱ فولکس‌واگن تورگ
- ۲۰۱۱ ولوو اس۶۰

#### خودروهای مفهومی
- آلفارومئو تویتوتانتا by پینینفارینا[۲۳۳]
- آلفارومئو پاندیون by Bertone
- تویوتا آی‌کیو pre-production concept
- آئودی ای۱ E-Tron
- BMW Concept 5 Series ActiveHybrid
- BMW Concept ActiveE (European debut)
- شورلت آویو RS (European debut)
- سیتروئن
- DOK-ING XD
- فراری ۵۹۹ Hybrid
- GQ by Citroën
- Hispano Suiza
- Hyundai i-flow diesel-electric hybrid[۲۳۴]
- I.DE.A Institute Sofia[۲۳۵]
- لوتوس اوورا 414E Hybrid[۲۳۶]
- Mitsubishi Concept cX[۲۳۷]
- Mercedes-Benz F800
- اوپل فلکس‌ترم GT/E[۲۳۸]
- Peugeot SR1
- پژو ۵۰۸
- پورشه ۹۱۸ plug-in hybrid
- Proton Concept Car by ایتال‌دیزاین
- Rinspeed UC (electric micro vehicle)
- تاتا نانو EV
- Valmet Eva[۲۳۹]

## دهه ۲۰۰۰

### ۲۰۰۹
نمایشگاه خودرو ژنو سال ۲۰۰۹ از ۵ام تا ۱۵ام مارس همین سال ادامه داشت.

#### خودروهای تولیدشده
| - Alpina B6 GT3 racecar - Alpina B7 - Artega GT Roadster - Aston Martin DBS Volante - آستون مارتین یک-۷۷ - Audi A4 allroad - Audi TT RS - Bentley Continental Supersports - براباس G V12 S Biturbo - کادیلاک اس‌آرایکس (European debut) - شورلت اسپارک (European debut) - DR2 - فراری ۵۹۹ Handling GT Evoluzione package - Ferrari 599XX - Fiat 500C - فورد فوکوس (final production version) - Ford Ranger (European debut) - هیوندای آی۲۰ 3-door hatchback | - Lamborghini Murcielago LP670-4 SV - لوتوس اکسیج S - Mazdaspeed3 - مرسدس-بنز کلاس-ئی Coupé - Mini Cooper S Convertible JCW - شورلت ولت - Peugeot 206+ - Porsche 911 GT3 - Renault Clio (facelift) - رنو مگان Sport Tourer - رنو سینیک / Grand Scénic - Saab 9-3X - Škoda Yeti - تاتا ایندیکا - تاتا نانو - تویوتا ورسو - Volkswagen Polo - ولوو اس۸۰ - Wiesmann MF4-S |

#### خودروهای مفهومی
| - Alfa Romeo MiTo GTA (prototype/concept) - Citroën DS Inside - Dacia Duster - Ford Iosis MAX - اینفینیتی اسنس | - نیسان جوک concept - Rinspeed E2 - Rinspeed iChange - Rolls Royce 200EX |

### ۲۰۰۸
این نمایشگاه از ۴ام تا ۱۶ام مارس ۲۰۰۸ ادامه داشت.

#### خودروهای تولیدشده
| - 500 Abarth - Alfa Romeo 8C Spider - آئودی کیو۵ - آئودی ای۳ Cabriolet - آئودی ای۵ Cabriolet - Bentley Continental GTZ Zagato - Bugatti Veyron Hermes - شورلت آویو 3-door - سیتروئن سی۵ - داچیا ساندرو - فیات فیوریونو Qubo - فورد فیستا - فورد کوگا - Honda Accord (European version) - هوندا فیت (European version) | - اینفینیتی اف‌ایکس - جگوار ایکس‌کی facelift - کوئنیگزگ سی‌سی‌ایکس - Lancia Delta - Maserati GranTurismo S - Mercedes-Benz CLC coupe - مرسدس بنز سی‌ال‌اس facelift - مرسدس بنز اس‌ال‌کا facelift - Mercedes-Benz SL facelift - سوبارو لگاسی 2.0D flat-4 turbodiesel - تویوتا آی‌کیو - تویوتا ایست - Volkswagen Scirocco - ولوو ایکس‌سی۶۰ |

#### خودروهای مفهومی
| - بی‌وای‌دی اف۳دی‌ام - Espace X80 - Mitsubishi Prototype-S - Renault Mégane Coupé Concept | - Rinspeed sQuba - Saab 9-X Biohybrid - SEAT Bocanegra - اوپل Meriva Concept |

### ۲۰۰۷
خودروهایی که قرار بود در این نمایشگاه رونمایی شوند، از این قرارند:

#### خودروهای تولیدشده
| - آبارت Grande Punto - آئودی ای۵ - Audi S5 - بنتلی بروکلند coupé - ب‌ام‌و سری ۱ 5-door (facelift) & 3-door - ب‌ام‌و سری ۵ - ب‌ام‌و ام۵ Touring - کادیلاک سی‌تی‌اس (European introduction) - کادیلاک اسکلید (European introduction) - کادیلاک اس‌آرایکس facelift - کادیلاک اس‌تی‌اس-V (European introduction) - کادیلاک ایکس‌ال‌آر-V (European introduction) - شورلت اچ‌اچ‌آر (European introduction) - Citroën C4 Picasso 5-seater - سیتروئن سی-کراسر - Daihatsu Cuore (European introduction) - Diatto Ottovù Zagato - Fiat Bravo - فورد سی-مکس - فورد موندئو - هیوندای آی۳۰ - جگوار ایکس‌اف (جگوار نوع اس replacement) - کیا سید Wagon - لامبورگینی گایاردو Superleggera - لکسوس آی‌اس-F (European introduction) - لکسوس ال‌اس600h/600hL (European introduction) | - مازراتی گران‌توریزمو coupe - مزدا دمیو - مرسدس-بنز کلاس-سی - مرسدس بنز کلاس جی facelift - MINI Cooper D & One - میتسوبیشی آوت‌لندر (European introduction) - نیسان ۳۵۰زد facelift - نیسان ایکس-تریل - اوپل آگیلا - اوپل کورسا OPC - پژو ۲۰۷ CC - Peugeot 207 GTi - پژو ۴۰۰۷ - رنو مگان رنو اسپورت dCi - رنو سینیک Conquest - Saab 9-3 BioPower - رنو توئینگو - اشکودا فابیا - اسمارت فورتو Brabus - Subaru R1e EV (European introduction) - سوزوکی اس‌ایکس۴ saloon (European introduction) - سوزوکی واگن آر - تویوتا آریس 3-door - Volkswagen Golf Variant - فولکس‌واگن پاسات BlueMotion - Volvo V70 |

#### خودروهای مفهومی
| - Bertone Barchetta roadster - ب‌ام‌و ام۳ concept - Dodge Demon roadster - Fioravanti Thalia - Giugiaro Vadho - هوندا Small Hybrid Sports Concept - Hyundai HCD-4 CUV Concept - Kia ex cee'd Convertible Concept - کیا ریو Hybrid Concept (European introduction) - کی‌تی‌ام X-Bow - لکسوس ال‌اف‌ای Concept (European introduction) | - Mazda Hakaze - اوپل جی‌تی‌سی Concept - پژو ۲۰۷ SW Outdoor Concept - پژو ۴۰۰۷ Holland & Holland Concept - پروتون جن-۲ EVE Hybrid Concept - Rinspeed eXasis - Saab BioPower100 Concept - Tata Elegante - تویوتا اف‌تی-اچ‌اس Hybrid Sport Concept (European introduction) - Toyota Hybrid X |

به علاوه کمپانی سوبارو از مدل نو خودرو خود به نام boxer که دارای diesel engine بود رونمایی کرد و نیز کمپانی هوندا از نوترین نسل diesel engine خود رونمایی کرد.

#### بخش سامانه پیشرانه متفاوت
- پینین‌فارینا بی۰
- فیات پاندا، hybrid petrol -natural gas.
- Ford Focus Turnier 2.0
- Honda Small Hybrid Sports[۲۶۴]
- هوندا اف‌سی‌ایکس کلاریتی
- اوپل کورسا D, with optimized 100HP 1.6l natural gas engine. تولید انبوه will be evaluated.
- Reva Greeny AC1 and AC1 Z (G-Wiz in the UK)[۲۶۵]
- Subaru R1e, small electric city car, with a battery that can be 80% recharged in just 15 minutes.

### ۲۰۰۶
مهم‌ترین رونمایی‌های سال ۲۰۰۶ نمایشگاه خودرو ژنو از این قرارند:

#### خودروهای تولیدشده
| - Alfa Romeo Spider - Alfa Romeo 159 Sportwagon - Audi allroad quattro - BMW Z4 Coupé - Chevrolet Captiva - Chevrolet Epica - دایهاتسو تریوس - فراری ۵۹۹ - فیات سدیچی - Ford Focus CC - فورد گالکسی - فورد اس-مکس - Honda Accord (update) - هیوندای اکسنت - هیوندای سانتافه - کیا کارنیوال - کیا سورنتو facelift - کوئنیگزگ سی‌سی‌ایکس - لامبورگینی مورسیه‌لاگو - Lexus LS 460 - Lotus Europa S | - مازراتی کوپه MC Victory edition - Mazda3 MPS/Mazdaspeed3 - مرسدس بنز کلاس سی‌ال - Mercedes-Benz CLK63 AMG - Mercedes-Benz CLS63 AMG - Mercedes-Benz S65 AMG - Mercedes-Benz SL55 AMG (update) - میتسوبیشی کلت - دوج رم ۵۰ - اوپل جی‌تی - Pagani Zonda Roadster F - پژو ۲۰۷ - Porsche 911 (997) Turbo - Porsche 911 (997) GT3 - رنو اسپاس (update) - Škoda Roomster - سوبارو ترایبکا - سوزوکی اس‌ایکس۴ - تویوتا پریوس (update) - Toyota Yaris T Sport - ولوو اس۸۰ |

#### خودروهای مفهومی
| - Bertone Suagnà - Castagna Imperial Landaulet - Logan Steppe - Dodge Hornet - Fioravanti Skill - based on فیات پونتو - Honda Civic Type-R concept - کیا سید - Lotus APX - Mitsubishi Concept-EZ MIEV - Nissan Terranaut - Nissan Pivo | - Peugeot 207 RCup - پژو ۴۰۷ by Heuliez - Renault Altica - Rinspeed zaZen - Rolls-Royce 101EX 2-door coupé - ساب آئرو-ایکس - سیات ایبیزا Vaillante - Tata Cliffrider - Toyota Fine-T - تویوتا ایست - Volkswagen Concept A |

### ۲۰۰۵
مهم‌ترین رونمایی‌های سال ۲۰۰۵ نمایشگاه خودرو زنو از این قرار است:

#### خودروهای تولیدشده
| - آلفارومئو ۱۵۹ - آلفارومئو بررا - Aston Martin V8 Vantage - Audi A6 Avant (C6) - Audi RS4 (B7) - ب‌ام‌و نیو کلاس کوپه - ب‌ام‌و ام۶ - ب‌ام‌و سری ۷ - شورلت اسپارک - دوو کالوس - سیتروئن سی ۱ - Citroën C6 - Daihatsu Sirion - دوج کالیبر | - فراری اف۴۳۰ Spider - فیات کروما - لکسوس آی‌اس - Maybach 57 S - مرسدس بنز رده بی - Mitsubishi Colt CZC - Peugeot 107 - اوپل زفیرا - Opel Astra OPC - Rinspeed Chopster - Saab 9-3 SportCombi - Tata Xover concept - تویوتا ایگو - Volkswagen Passat (B6) |

### ۲۰۰۴
مهم‌ترین رونمایی‌های سال ۲۰۰۴ نمایشگاه خودرو زنو از این قرار است:
| - Audi A6 (C6) - مینی (ب ام و) convertible - کرایسلر کراس‌فایر SRT-6 - شورلت کوروت convertible - Ford Fiesta ST | - Mercedes-Benz SLK55 AMG - مرسدس بنز اس‌ال‌کا - اوپل تیگرا - Tata Indigo Advent concept |

### ۲۰۰۳
مهم‌ترین رونمایی‌های سال ۲۰۰۳ نمایشگاه خودرو زنو از این قرار است:
- آئودی ای۳
- Audi Nuvolari (concept)
- العربا ۱

| - کیا اوپیروس - تاتا ایندیکا concept - تویوتا اونسیس |

### ۲۰۰۲
مهم‌ترین رونمایی‌های سال ۲۰۰۲ نمایشگاه خودرو زنو از این قرار است:
- دوو کالوس[۲۶۷]
- هیوندای گتز[۲۶۷]
- فراری ۵۷۵ام مارانلو
- فولکس‌واگن فائتون

### ۲۰۰۱
مهم‌ترین رونمایی‌های سال ۲۰۰۱ نمایشگاه خودرو زنو از این قرار است:
- آستون مارتین ونکوئیچ
- ب‌ام‌و کامپکت
- ب‌ام‌و ام۳
- مینی (ب ام و)
- فیات استیلو
- Fioravanti Vola
- فورد موندئو ST concept
- فورد کا concept
- Honda Civic 3-door
- هیوندای تیراکان
- جگوار نوع ایکس

| - لانچیا ثسیس - Mazda MX Sport Tourer concept - Mercedes-Benz A-class facelift - ام‌جی زدتی - Nissan Chappo concept - Opel Astra Cabrio by Bertone - Opel Astra Coupe OPC Xtreme - پژو ۳۰۷ - رنو کلیو II facelift - رنو ول ساتیس - Rover 75 estate - Smart Crossblade - فولکس‌واگن پاسات W8 |

### ۲۰۰۰
مهم‌ترین رونمایی‌های سال ۲۰۰۰ نمایشگاه خودرو زنو از این قرار است:
| - Opel Speedster - Opel Omega V8 | - سیات سالسا concept - Tata Aria concept - رنو کولئوس concept |

## دهه ۱۹۹۰

### ۱۹۹۹
مهم‌ترین رونمایی‌های سال ۱۹۹۹ نمایشگاه خودرو زنو از این قرار است:

#### خودروهای تولیدشده
| - آئودی تی‌تی Roadster - ب‌ام‌و نیو کلاس کوپه Coupe - دی‌توماسو مانگوستا - فراری ۳۶۰ | - Ford Racing Puma - مرسدس بنز کلاس سی‌ال - Porsche 996 GT3 |

#### خودروهای مفهومی
| - Bentley Hunaudières - بوگاتی ای‌بی۲۱۸ - Citroën C6 Lignage | - Opel Speedster - SEAT Fórmula - Renault Avantime |

### ۱۹۹۸
مهم‌ترین رونمایی‌های سال ۱۹۹۸ نمایشگاه خودرو ژنو از این قرار است:

#### خودروهای تولیدشده
| - آئودی ای۶ Avant - فورد فوکوس - جگوار ایکس‌کیR | - مرسدس بنز کلاس-سی‌ال‌کا convertible - پورشه ۹۱۱ (۹۹۶) - رولزرویس سیلور سرف |

#### خودروهای مفهومی
| - Chrysler Pronto Cruiser - Peugeot Two-oh-heart | - Renault Zo - سیات بولرو |

### ۱۹۹۷
| - آئودی ای۸ |

### ۱۹۹۶
| - جگوار ایکس‌کی | - Zagato Raptor concept |

### ۱۹۹۵
خودروهای زیر در سال ۱۹۹۵ در نمایشگاه خودرو ژنو رونمایی شدند:
- آلفارومئو جی‌تی‌وی و اسپایدر
- فراری اف۵۰
- Lamborghini Calà concept

### ۱۹۹۳

#### خودروهای تولیدشده
- Aston Martin DB7
- Citroën Xantia
- Ford Mondeo Sedan
- Volvo 850 GLE Kombi (Estate)
- Volvo 850 GLT Kombi (Estate)
- Peugeot 306 3-door
- Peugeot 306 5-door
- Lancia Delta
- Nissan Terrano II 3-door
- Nissan Terrano II 5-door
- Opel Astra Cabrio
- Opel Corsa 3-door
- Opel Corsa 5-door
- Ford Maverick 3-door
- Ford Maverick 5-door
- BMW 325 Cabriolet
- BMW 840 Ci
- Mitsubishi Galant Hatchback
- Ford Mondeo Sedan
- Ford Mondeo Hatchback
- Ford Mondeo Wagon
- Porsche 911 Carrera 4 Coupe Turbolook "30 Jahre 911"
- Porsche 968 Turbo RS
- Mazda Xedos 6
- Mercedes-Benz 300 SD
- Daihatsu Charade
- Ferrari 348 Spider
- Lamborghini Diablo VT
- Audi S4 4.2

#### خودروهای مفهومی
- Aston Martin Lagonda Vignale Concept(Ghia)
- Bugatti EB112 (ItalDesign)
- Fiat Lucciola Concept (ItalDesign)
- Ferrari FZ93 (Zagato)
- Mercedes-Benz Coupe Studie Concept
- Pininfarina Ethos 2
- Renault Racoon
- Sbarro Isatis
- Sbarro Urbi
- Sbarro Citroën ZX Onyx
- BMW Z13
- Rinspeed Veleno
- Fiat Downtown Concept
- De Tomaso Guara Coupe Prototype
- De Tomaso Guara Barchetta Prototype
- Vector Avtech WX3-R Roadster
- Vector Avtech WX3
- Esoro E301

### ۱۹۹۱
- Mercedes 600 SEL

## دهه ۱۹۸۰
این خودروها در دهه ۱۹۸۰ در نمایشگاه خودرو ژنو رونمایی شدند:
- 1989: Chevrolet Corvette ZR-۱

آلفارومئو اس‌زد
Mercedes-Benz 500SL
لوتوس کارلتون
- 1985 Michelotti PAC (city car prototype)[۲۷۲]
- ۱۹۸۴: Zagato Z33 "Free Time"[۲۷۳]

## دهه ۱۹۷۰
- Opel Commodore B[۲۷۴]
- Ranger B (1700/1900/2500)[۲۷۴]
- رنجروور کلاسیک
- Citroën SM
- آلفارومئو مونترآل

## دهه ۱۹۶۰
- ۱۹۶۷: Mercedes-Benz 250SL
- ۱۹۶۳: Mercedes-Benz 230SL
- 1961: Jaguar E-Type

## دهه ۱۹۵۰
- 1959: Simca Fulgur
- 1958: Arbel Symetric (second version)
- 1958: Studebaker-Packard Astral
- 1951: Arbel Symetric (first version)

## دهه ۱۹۲۰
- نمایشگاه خودرو ژنو سال ۱۹۲۴.
- نمایشگاه خودرو ژنو سال ۱۹۲۵.